# Rivoluzione russa del 1905
La Rivoluzione russa del 1905 o Prima rivoluzione russa (in russo: Русская революция 1905 года, Rússkaja revoljúcija 1905 gòda; o Первая русская революция, Pérvaja russkaja revoljucija) ebbe luogo nell'Impero zarista a seguito della sconfitta nella guerra russo-giapponese.
La rivolta nacque dalla repressione da parte dell'esercito di una manifestazione pacifica degli operai di San Pietroburgo, che si erano recati davanti al Palazzo d'Inverno per presentare una petizione allo zar Nicola II. Nel corso di un intero anno la rivoluzione si estese al mondo rurale e a quello operaio, che prese a riunirsi in consigli rivoluzionari: i soviet.

## L'opposizione allo zarismo

### Il movimento studentesco

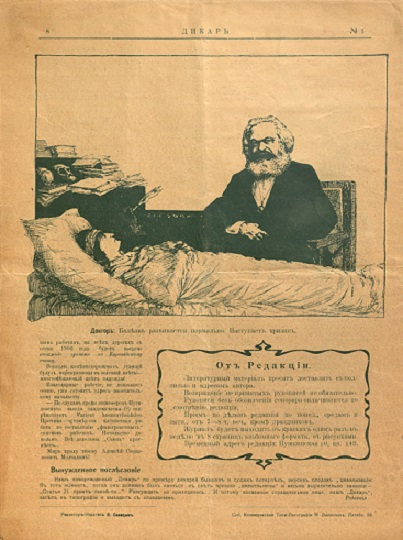
Marx al capezzale della Russia: «La malattia segue il suo corso, la crisi si avvicina»

Il 16 gennaio 1902 Lev Tolstoj aveva scritto allo zar Nicola II: « [...] Un terzo della Russia si trova nello stato di emergenza, vale a dire fuori della legge. L'esercito della polizia, ufficiale e segreta, continua ad aumentare. Le prigioni, i luoghi di esilio e le colonie penali sono affollate non solo da centinaia di migliaia di delinquenti, ma anche da prigionieri politici, tra i quali sono annoverati anche gli operai. La censura emana divieti insensati [...] Mai le persecuzioni religiose furono così frequenti e feroci come oggi [...] In tutte le città e i centri industriali si ammassano soldati che, ben forniti di munizioni, vengono mandati contro il popolo. In molte località si è già versato il sangue di fratelli assassinati [...] ».
Nicola II non rispose nemmeno. Il successivo 15 aprile Stepan Balmašëv uccise il ministro degli Interni Sipjagin. Balmašëv era uno dei centottantatré studenti dell'Università di Kiev che due anni prima, per aver partecipato a dimostrazioni di protesta, era stato espulso e inviato a forza sotto le armi in base al cosiddetto "regolamento provvisorio" delle Università, istituito nel luglio del 1899 dal ministro dell'Istruzione Bogolepov, a sua volta mortalmente ferito il 27 febbraio 1901 dallo studente Karpovič.
Le Università erano da tempo un centro di opposizione al regime autocratico e nel settembre del 1884 Alessandro III, emanando il nuovo statuto universitario, si era preoccupato di sopprimerne l'autonomia, di tenerle sotto il controllo poliziesco e di sciogliere le associazioni studentesche. Negli anni Novanta, tuttavia, si erano sviluppati illegalmente numerosi "circoli di autosviluppo" (кружки саморазвития, kružki samorazvitija), nei quali gli studenti si riunivano per discutere e studiare problemi politici e sociali ignorati nelle aule delle scuole, insieme alle "fraternità" (землячества, zemljačestva) già costituite negli anni Ottanta, sorta di corporazioni che miravano alla tutela degli interessi specificamente studenteschi.
Le zemljačestva moscovite erano coordinate da un "consiglio federale" (союзный совет, sojuznyj sovet) formato clandestinamente nell'Università di Mosca nel 1884, che alla morte di Alessandro III assunse un orientamento di spiccata opposizione politica, chiedendo al nuovo zar la cancellazione degli statuti universitari, la concessione delle fondamentali libertà politiche e civili, e la convocazione dello Zemskij sobor, il parlamento feudale non più riunitosi da due secoli. Al rifiuto di Nicola II, il sojuznyj sovet organizzò manifestazioni di protesta che si tennero dal 1895 al 1897 a Mosca, a Pietroburgo e a Kiev.
L'arresto dei membri del sojuznyj sovet non fermò le proteste. Nella primavera del 1899 una grande manifestazione di 25000 studenti fu il culmine dello sciopero che bloccò per settimane l'Università di Pietroburgo e provocò per reazione l'emanazione del "regolamento provvisorio" del ministro Bogolepov, il quale accentuò altresì la sorveglianza della polizia nelle Università e rese obbligatoria la frequenza alle lezioni. Nel 1901 l'uccisione del ministro fu seguita da scontri a Mosca e Pietroburgo, che provocarono migliaia di arresti e lo scioglimento dell'"Unione degli scrittori", responsabile di aver appoggiato gli studenti.
Gli attentati compiuti da studenti - Balmašëv aveva operato in contatto con l'organizzazione di combattimento (Боевая организация, Boevaja organizacija) dei Socialisti rivoluzionari - rivelavano il legame esistente tra una minoranza del movimento studentesco e i partiti politici. Per quanto le manifestazioni cessassero quasi del tutto nel 1902, nel marzo di quell'anno si tenne clandestinamente a Mosca il primo congresso nazionale studentesco, che sollecitò lo stabilirsi dell'unità di azione con il Partito socialdemocratico. Il secondo congresso, tenuto a Odessa nel novembre del 1903, raccomandò di mantenere il più stretto contatto con i due partiti socialisti, il socialdemocratico e il socialista rivoluzionario.

### La protesta delle minoranze

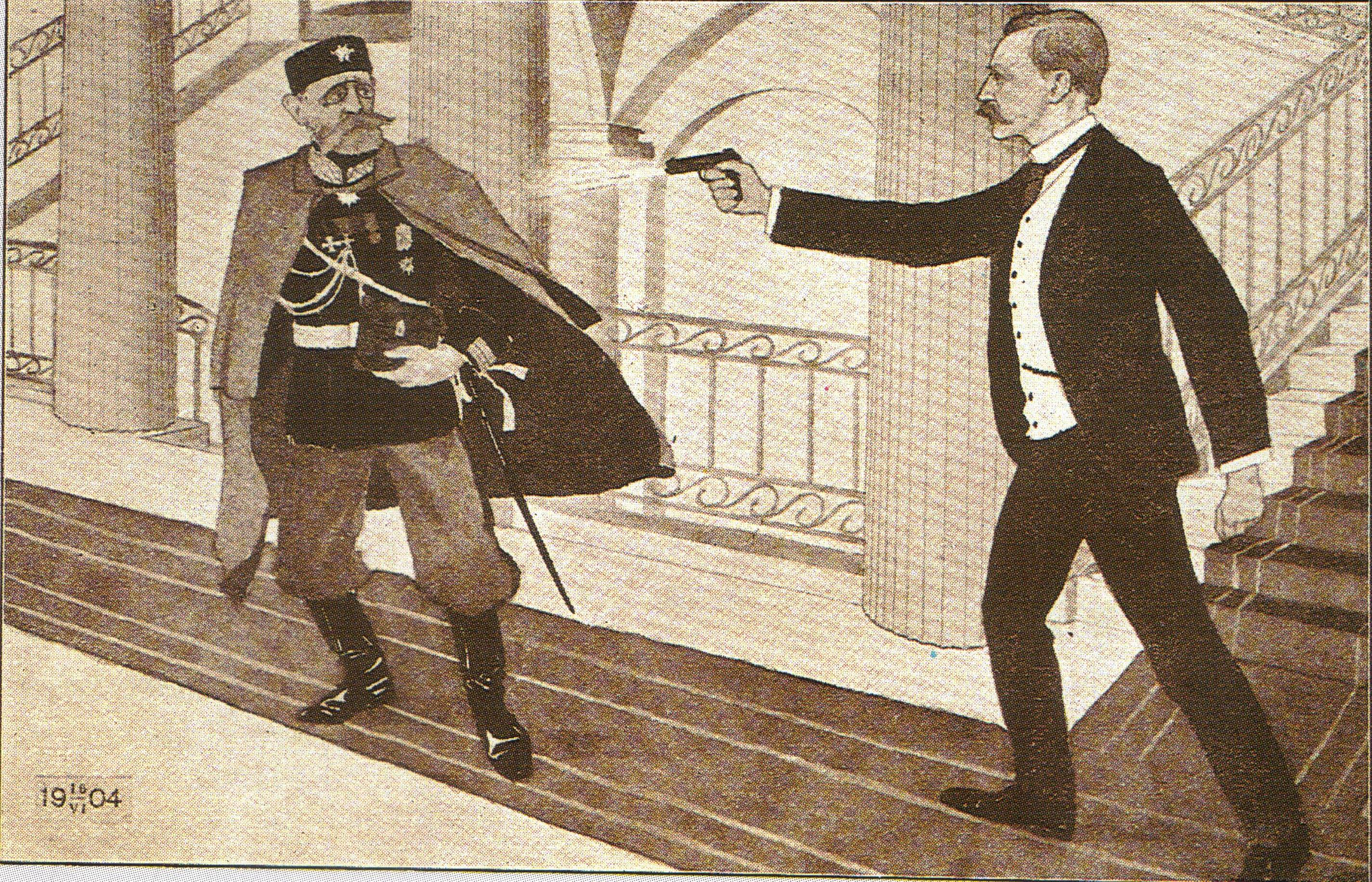
L'uccisione del governatore Bobrikov

La politica dell'Impero russo nei confronti delle minoranze etniche presenti nel suo territorio era improntata all'assimilazione culturale e linguistica della dominante componente russa. Tale era stata la condotta seguita da Alessandro II nei confronti della Polonia insorta nel 1863, e ancor più decisa era stata la politica seguita dal successore Alessandro III.
Nicola II, ispirato dal procuratore del Santo Sinodo Pobedonoscev, seguì l'esempio dei suoi predecessori, giungendo a violare la pur parziale autonomia della Finlandia, garantita al momento della sua annessione alla Russia nel 1809. Nel febbraio del 1899 un manifesto dello zar rendeva valide le leggi dell'Impero anche nel Granducato, rendendo inutile la loro preventiva ratifica da parte del parlamento finlandese, e nell'aprile del 1903 Nicola II reagì alle proteste sospendendo la costituzione e concedendo pieni poteri al governatore Bobrikov. Un anno dopo Bobrikov fu ucciso dall'irredentista Eugen Schauman.
Il processo di russificazione fu condotto anche nei confronti dell'Armenia. L'indipendentismo armeno fu protetto finché esso si rivolse contro la Turchia e fu permessa l'esistenza di scuole, teatri e giornali in lingua armena, ma il pericolo di un'estensione dell'agitazione nel territorio dell'Impero portò alla sua repressione. Nel 1897 furono chiuse le scuole armene e il 25 giugno 1903 fu decretato il sequestro dei beni della chiesa locale. I sentimenti di rivolta rimasero costanti e dall'Armenia si estesero a tutta la regione del Caucaso.

#### Questione ebraica
La minoranza più perseguitata era quella ebraica. Con le leggi di maggio del 1882 fu vietato agli ebrei di risiedere nei villaggi, in modo che non potessero acquistare la terra, ma per vivere nelle grandi città come Pietroburgo, Mosca o Kiev dovevano ottenere un permesso speciale, come le prostitute. Due circolari emanate nel luglio 1887 stabilirono il numero chiuso per gli studenti ebrei, impedendo loro di superare il 10% del totale degli studenti iscritti nei ginnasi e nelle Università, ma in quelle di Mosca e Pietroburgo il numero chiuso era ridotto al 3%. Inoltre, gli ebrei non potevano accedere agli impieghi statali. Nel 1901 il numero chiuso per gli studenti venne ulteriormente ridotto al 7%.
Contro la minoranza ebraica le autorità esercitavano l'arma del pogrom quale mezzo di sfogo delle tensioni sociali delle popolazioni. Nel solo 1881, a seguito dell'assassinio di Alessandro II, si contarono 215 pogrom, che si protrassero fino alla fine del 1884, e per reazione, oltre all'aumento dell'emigrazione, si verificò una crescente adesione dei giovani ebrei ai movimenti rivoluzionari. Pleve, nuovo ministro degli Interni dal 1903, reazionario e antisemita, si propose di ottenere una «rottura psicologica nell'umore rivoluzionario delle masse» ricorrendo ai pogrom.
Dal 5 all'8 aprile un pogrom devastò la città di Kišinev causando 63 morti e 500 feriti, durante il quale il ministro Pleve avrebbe espressamente ordinato al governatore Von Raaben di non intervenire per fermare i massacri. Alla fine dell'anno i governatori Konstantin Palen e Svjatopolk-Mirskij scrissero a Pleve che le leggi eccezionali in vigore contro gli ebrei favorivano la loro adesione al movimento rivoluzionario: su proposta del ministro, il 24 luglio 1904 un decreto autorizzò i soldati ebrei combattenti contro i giapponesi a stabilirsi nei villaggi. Quattro giorni dopo Pleve fu ucciso da un militante social-rivoluzionario.

### La questione contadina
Nel 1899 si verificò una gravissima carestia nella Russia centrale e orientale, che faceva seguito a un'altra verificatasi soltanto due anni prima: la crisi agricola, provocando la contrazione del mercato interno, si ripercosse sulle industrie, molte delle quali dovettero chiudere. Le difficoltà dell'economia, aggravate dalla congiuntura internazionale, si protrassero per alcuni anni. Dalla fine di marzo ai primi di aprile del 1902, nei governatorati di Char'kov e Poltava scoppiò una grande rivolta contadina con saccheggi e incendi delle proprietà signorili. Le sommosse contadine erano del resto frequenti nell'Impero russo: interessarono 48 villaggi nel 1900, 50 nel 1901, 340 nel 1902, 141 nel 1903 e 91 nel 1904.
I verbali degli interrogatori danno conto delle ragioni e delle condizioni dei rivoltosi. Lo starosta del villaggio di Maksimovka dichiarò: «Non c'è terra, non c'è pane, non ci sono falciatrici, né pascoli per il bestiame. E poi, negli ultimi tempi, anche il bestiame da lavoro è diminuito [...] Non possiamo comprare gli attrezzi agricoli e perciò non possiamo coltivare la terra come dovremmo. Non possiamo concimare la terra con il letame, perché da noi il letame serve per il riscaldamento [...] Ogni anno ci manca da mangiare, siamo sempre affamati [...] ». In queste zone, un contadino era proprietario, mediamente, soltanto di un quarto di ettaro di terra e, perciò, aveva necessità di affittare altra terra dal grande proprietario, una spesa gravosa perché nell'ultimo decennio i canoni di affitto erano saliti del 32% e, in alcuni casi, perfino del 123%. In alternativa alla riscossione del canone, il latifondista affittava al piccolo contadino un ettaro di terra in cambio del lavoro di raccolta dei cereali su due o tre ettari di terra padronale.

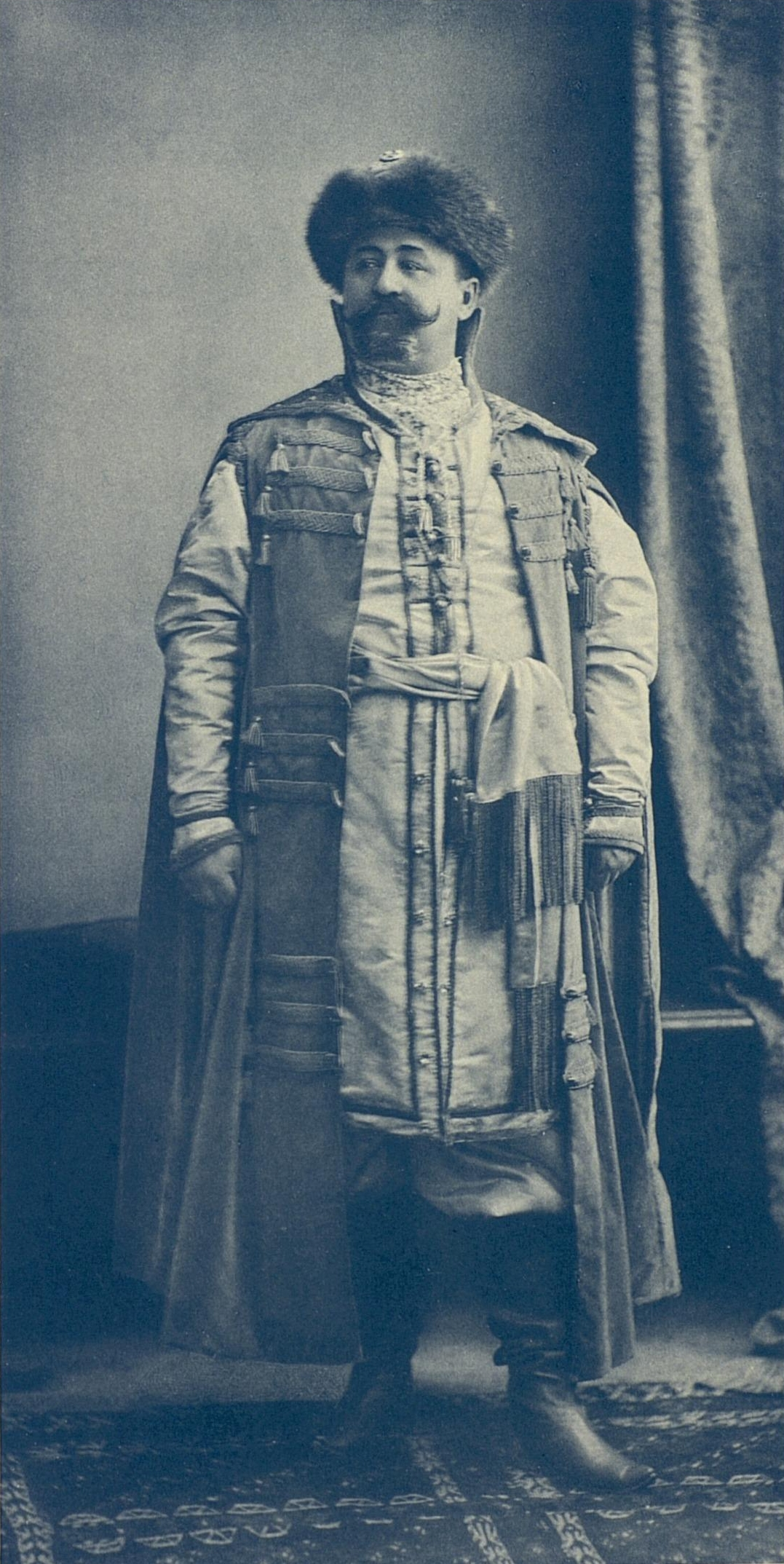
Ivan Obolenskij

I bassi raccolti interessarono soltanto le terre dei contadini, mentre nelle proprietà signorili, meglio attrezzate, la produttività si mantenne invariata. La rivolta si verificò quando ai contadini che chiedevano cereali, i nobili opposero un rifiuto. Dove il movimento contadino era spontaneo, ci furono saccheggi indiscriminati e incendi delle case, dove invece il movimento era organizzato, i contadini si limitarono a espropriare i prodotti alimentari. Dalle indagini risultò che un'organizzazione rivoluzionaria era stata costituita l'anno precedente nel villaggio di Lisičja, nel governatorato di Poltava, formata da socialdemocratici, social-rivoluzionari, nazionalisti ucraini, e diretta dallo studente Alekseenko.
Nella rivolta non vi furono tuttavia contenuti politici: l'esistenza dell'autocrazia e il rispetto della figura dello zar, per il quale i contadini continuavano a nutrire l'illusione che egli stesse dalla loro parte, non fu messa in discussione. La fame fu la spinta all'insurrezione, il cui obiettivo era la terra dei nobili. L'estensione inusitata assunta dalla rivolta preoccupò le autorità, che la soffocarono ricorrendo a sistemi brutali e indiscriminati, nei quali fu costante il ricorso alla fustigazione.
I metodi del governatore di Char'kov Obolenskij, che in agosto fu oggetto di un fallito attentato, furono approvati dal ministro Pleve e dallo stesso Nicola II, il quale, parlando a Kursk, ammonì i contadini a «ubbidire ai rappresentanti della nobiltà » e a dedicarsi a una vita «parsimoniosa e ossequiente ai comandamenti divini». Né lo zar né il ministro Pleve sembravano rendersi conto che «la pazienza dei contadini era giunta al limite». Impoveriti nel corso degli anni, non erano più in grado di pagare né le tasse ordinarie né le tasse di riscatto che ancora gravavano dal tempo della liberazione dal servaggio.
Il ministro delle Finanze Witte era invece favorevole a una riforma agraria che superasse l'antica istituzione dell'obščina e avviasse la trasformazione in senso capitalistico dell'agricoltura. A fatica il Witte riuscì a ottenere dal sovrano la costituzione di una Conferenza speciale per i bisogni dell'industria agricola (Особое совещание о нуждах сельскохозяйственной промышленности) che iniziò i suoi lavori il 4 febbraio 1902. Presieduta però da elementi profondamente conservatori e ostacolata dal ministro Pleve, che ottenne dallo zar il licenziamento di Witte, trascinò le sue riunioni fino al 12 aprile 1905, quando fu sciolta senza che avesse concluso nulla.

### Il movimento operaio

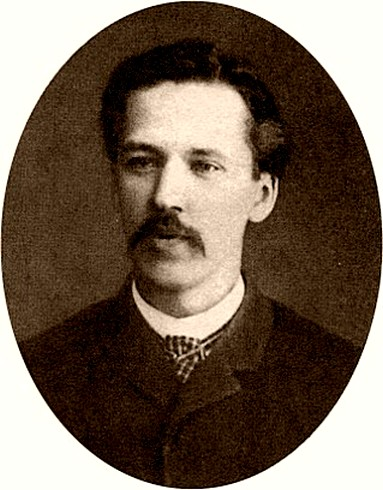
Sergej Zubatov

Alla fine del 1895 il ministro delle Finanze Witte aveva scritto in una circolare riservata agli ispettori di fabbrica: «Per fortuna in Russia non c'è una classe operaia nel senso occidentale, e pertanto non esiste nemmeno una questione operaia: né l'una né l'altra potranno avere da noi un terreno di sviluppo». Due anni dopo il ministro degli Interni Goremykin scriveva ai governatori che «gli scioperi degli operai sono diventati un fenomeno corrente in molte città con una popolazione operaia più o meno consistente», preoccupandosi dell'esistenza di «gruppi di operai orientati in senso rivoluzionario», del fatto che nelle diverse fabbriche gli operai presentassero «le stesse rivendicazioni esattamente formulate» e della loro «ostinazione nella difesa delle proprie richieste».
Le dichiarazioni dei due ministri erano così discordanti perché in quel lasso di tempo si erano verificati gli scioperi del maggio e giugno 1896 a Pietroburgo, che avevano interessato 35000 operai tessili. Oltre ad aumenti salariali, gli scioperanti avevano richiesto per la prima volta la riduzione dell'orario di lavoro dalle 14 ore giornaliere allora in vigore a 10 ore e mezza. Le autorità dovettero parzialmente cedere stabilendo, con legge del 14 giugno 1897, in 11 ore e mezza la giornata di lavoro. La legge, valida solo per alcune categorie di lavoratori, non poneva però limiti agli straordinari.
Il diritto degli operai di organizzarsi in sindacati e di scioperare non venne riconosciuto. Nel 1898 Sergej Zubatov, dirigente della polizia politica di Mosca con un passato di rivoluzionario, suggerì la creazione di organizzazioni legali dei lavoratori dirette e controllate dalla polizia, in modo da eliminare in loro ogni influenza sovversiva. Attraverso queste associazioni gli operai avrebbero potuto avanzare rivendicazioni puramente economiche e di miglioramento delle condizioni di lavoro, evitando ogni richiesta di natura politica ma utilizzando, nei casi estremi, anche l'arma dello sciopero: «La lotta degli operai per migliorare la loro esistenza» - sosteneva Zubatov - «discende dalla natura stessa della vita; con nessun mezzo è possibile fermarla, essa è inevitabile».

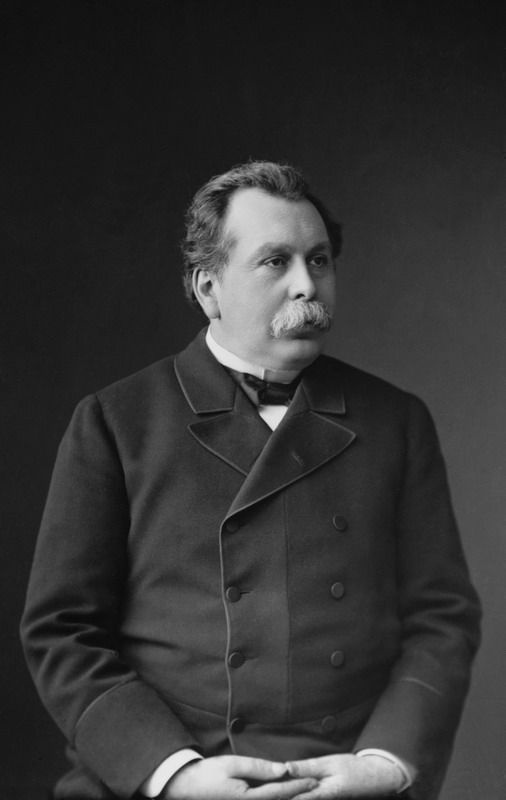
Vjačeslav Pleve

Il piano di Zubatov fu approvato dal capo della polizia di Mosca Trepov e dal governatore, il granduca Sergej Romanov, e nel maggio del 1901 fu costituita la Società di mutuo soccorso degli operai dell'industria meccanica (Общество взаимопомощи рабочих механического производства), il cui statuto fu approvato il 14 febbraio 1902 dal ministro degli Interni Sipjagin. Un comitato direttivo formato da operai che godevano della fiducia delle autorità e dei lavoratori avrebbe presentato alle imprese le istanze degli operai.
Società operaie simili sorsero anche a Kiev, Char'kov, Ekaterinoslav', Hrodna, Minsk, Mykolaïv, Odessa, Perm', Vilnius e a Pietroburgo, ma le contraddizioni insite nel progetto di Zubatov non tardarono a manifestarsi. Da giugno al luglio 1903, le organizzazioni di Zubatov non poterono impedire che sotto la spinta del malessere sociale e dell'agitazione socialdemocratica gli scioperi paralizzassero il sud della Russia, estendendosi da Baku a Tbilisi, da Kiev a Ekaterinoslav' e a Odessa, provocando le proteste degli imprenditori e delle autorità. Il nuovo ministro Pleve sciolse le Società operaie ed esiliò Zubatov, sospettato di intelligenza con l'odiato collega Vitte.
D'altra parte, Pleve riprese il progetto di Zubatov, ma lo limitò a Pietroburgo e lo affidò al pope Gapon. Il 28 febbraio 1904 lo statuto della nuova Assemblea degli operai russi di fabbrica e d'officina (Собрание русских фабрично-заводских рабочих), nel quale si faceva esplicito divieto di sostenere eventuali scioperi, fu approvato dal governo.

### I partiti politici

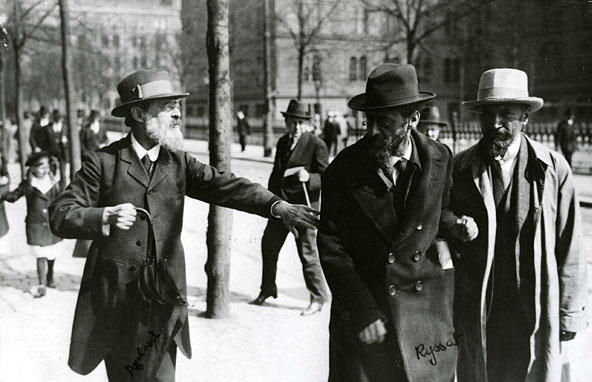
I menscevichi Aksel'rod, Martov e Martynov

Essendo vietata la costituzione dei partiti politici, all'inizio del XX secolo erano presenti in Russia gruppi e partiti illegali e clandestini, con un centro dirigente stabilito all'estero. Tre erano le forze politiche principali: il Partito Operaio Socialdemocratico, di ispirazione marxista, il Partito Socialista Rivoluzionario, erede della tradizione populista, e la liberale Unione di Liberazione (Союз освобождения, Sojuz osvoboždenija).
I socialdemocratici, dopo il loro II Congresso tenuto nell'estate del 1903 a Londra, si presentavano divisi nelle due correnti dei bolscevichi e menscevichi a causa dei dissensi insorti sulla concezione dell'organizzazione del partito, il cui programma era stato tuttavia approvato all'unanimità. Il programma massimo prevedeva l'introduzione del socialismo attraverso la dittatura del proletariato, mentre il programma minimo proponeva l'abbattimento dell'autocrazia, l'abolizione dei residui feudali, l'istituzione della Repubblica e un'avanzata legislazione sociale. In pochi anni si manifestarono però differenze profonde sulla concezione della tattica da seguire nella prossima, prevista rivoluzione, che nell'opinione generale avrebbe dovuto avere un contenuto borghese e non socialista.
I menscevichi ritenevano che i socialdemocratici dovessero sostenere i liberali nella dissoluzione dell'autocrazia e nella conquista di un regime costituzionale, per poi passare all'opposizione del costituito governo liberale, seguendo la prassi politica in vigore nei paesi occidentali. Lenin, contrario a qualunque alleanza con le forze liberali, lancerà la parola d'ordine della «dittatura democratica degli operai e dei contadini». Una volta liquidato l'assolutismo zarista, i socialdemocratici dovevano andare al governo con le forze contadine progressiste per operare, mantenendosi nel quadro di una democrazia borghese, profonde riforme sociali a favore della classe operaia e dei piccoli contadini. Da una tale, favorevole base di partenza, sarebbe stato possibile affrontare la fase della trasformazione socialista della società, contando anche sull'apporto delle auspicate rivoluzioni in Occidente.
I socialisti rivoluzionari, formatosi in partito nel gennaio del 1902 con l'unificazione di diversi gruppi preesistenti, avevano negli studenti e nell'intelligencija delle province la loro principale base di consenso, e indirizzavano la loro propaganda soprattutto verso le masse contadine. A differenza dei socialdemocratici, ritenevano artificiosa la divisione di interessi tra operai e contadini in quanto comuni erano «le cause dello sfruttamento e dell'oppressione politica di tutti i lavoratori», sia delle città che delle campagne.
Nell'estate del 1902 i social-rivoluzionari fondarono l'Unione contadina (Крестьянский союз, Krest'janskij sojuz), una filiazione del Partito dotata di autonomia operativa. Il suo programma prevedeva l'abbattimento dell'autocrazia mediante agitazioni, scioperi, attentati contro proprietari fondiari e funzionari, e la socializzazione della terra, cioè il suo trasferimento «in proprietà di tutta la società e in usufrutto dei lavoratori». Favorendo ogni forma di organizzazione sociale e cooperativistica, si sarebbero emancipati i contadini «dal potere del capitale», preparando così «la futura produzione agricola collettivistica».

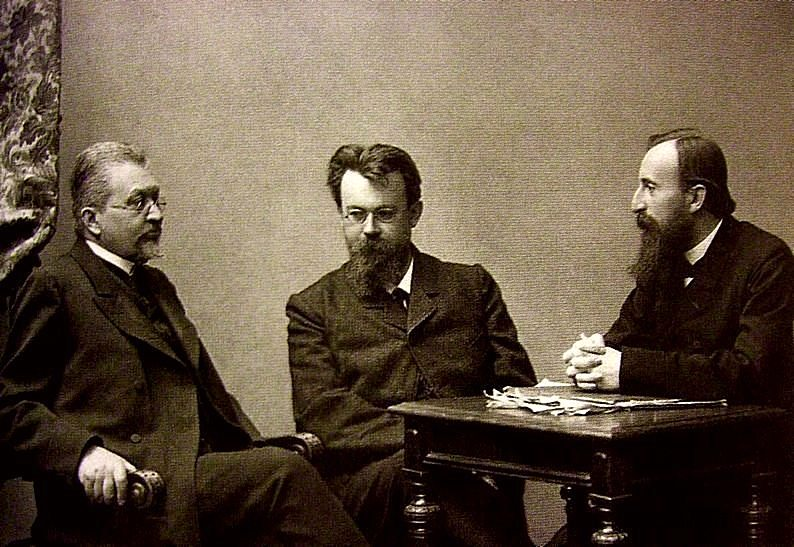
Tre membri dell'Unione di Liberazione: Petrunkevič, Vernadskij e D. I. Šachovskoj

L'Unione di Liberazione, la cui costituzione era stata abbozzata in un convegno tenuto a Sciaffusa, in Svizzera, il 2 agosto 1903, ed era stata formalmente fondata a Pietroburgo il 16 gennaio 1904, rappresentava le istanze del liberalismo russo. Il suo programma prevedeva l'abolizione dell'autocrazia e la formazione di un regime costituzionale sulla cui forma istituzionale non veniva detta parola, se non che doveva essere scelta «nello spirito di un'ampia democraticità » e propugnando il suffragio «universale, paritetico, segreto e diretto». L'Unione riconosceva il diritto all'autodeterminazione delle nazionalità dell'Impero russo e, senza entrare nel merito delle questioni economiche e sociali, esprimeva l'intenzione di difendere «gli interessi delle masse lavoratrici».
L'Unione di Liberazione era l'espressione della borghesia e di una parte della nobiltà degli zemstva. Alla sua presidenza fu eletto Ivan Petrunkevič, vicepresidente Nikolaj Annenskij, redattore della rivista «Russkoe bogatstvo» (La ricchezza russa), segretario e tesoriere i principi Šachovskoj e Dolgorukov. Il giornale «Osvoboždenie» (Liberazione), già fondato a Stoccarda il 1º luglio 1902 dall'ex «marxista legale» Struve con il finanziamento dei principi Šachovskoj e L'vov, era il portavoce dell'Unione. Nel suo primo numero era stato precisato che l'organo non sarebbe stato rivoluzionario, ma avrebbe richiesto «la liberazione culturale e politica» della Russia, che non poteva essere «l'opera esclusiva ed essenziale di una sola classe, di un solo partito, di una sola dottrina».

### La guerra con il Giappone

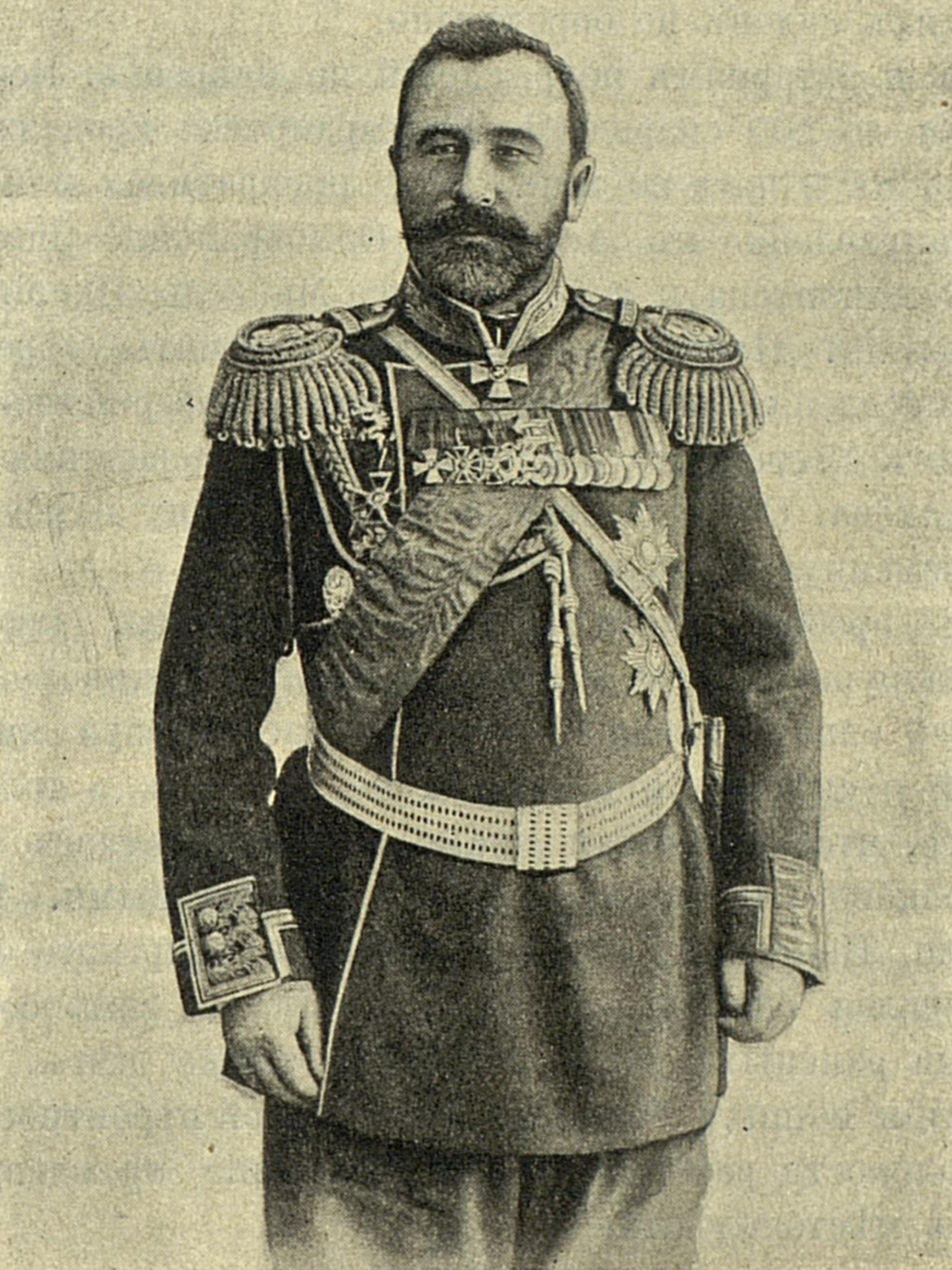
Aleksej Kuropatkin

Il 1º marzo 1903 il generale Kuropatkin annotava sul suo diario che Nicola II aveva «progetti grandiosi: impadronirsi della Manciuria e annettersi la Corea. Egli sogna anche di porre il Tibet sotto il suo dominio. Vuole prendere la Persia e impadronirsi non solo del Bosforo ma anche dei Dardanelli ». Azionista, insieme al cugino Aleksandr, al ministro Pleve e ad altri latifondisti, della Russkoe lesopromyžlennoe tovariščestvo (Русское лесопромышленное товарищество, Compagnia dell'Industria russa del legname), concessionaria dello sfruttamento delle foreste lungo il fiume Yalu, al confine di Manciuria e Corea, lo zar si fece promotore di una politica aggressiva mirante all'annessione di quei territori, in possesso della Cina e oggetto delle mire imperialistiche del Giappone.
Il 12 agosto 1903 Nicola II nominò l'ammiraglio Alekseev comandante in capo delle forze armate e viceré dell'Estremo Oriente russo e il 29 agosto licenziò il ministro delle Finanze Witte, che si opponeva a quell'avventura affaristica e politica, e alle richieste di maggiori risorse per le forze armate. Già nel 1898, Witte aveva chiesto allo zar di farsi promotore di un appello per la pace universale, al solo scopo di fermare quella corsa agli armamenti che interessava tutte le potenze europee e che la Russia non era in grado di sostenere se non a prezzo di gravi sacrifici.
Il Giappone, vistosi respingere dalla Russia la richiesta di rinunciare all'espansione in Corea, sostenuto dall'Impero britannico iniziò i preparativi militari e il 27 gennaio 1904 inviò un ultimatum. Improvvisamente la Russia cercò di evitare la guerra, accogliendo le richieste giapponesi, ma era troppo tardi. Rotte le relazioni diplomatiche, l'8 febbraio il Giappone attaccò la base navale russa di Port-Arthur.
Quella che doveva essere, nella definizione di Pleve, «una piccola guerra vittoriosa necessaria a contenere la rivoluzione», si rivelò disastrosa. Alle sconfitte militari si accompagnarono le conseguenze negative nell'economia del paese. La mobilitazione degli uomini e la requisizione dei cavalli ridussero la produzione agricola, mentre molte industrie non impegnate nelle forniture militari entrarono in crisi. La disoccupazione si accrebbe e il rincaro dei beni di consumo colpì tutte le città.

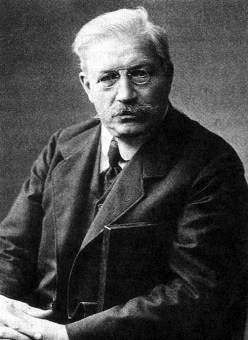
Pavel Miljukov

L'avversione della popolazione alla guerra si unì alla condanna dell'incapacità dei comandi militari, del governo e dell'autocrazia. Nicola II, che in un primo tempo si era vantato di essere «il solo responsabile della guerra», gettò ogni responsabilità sui suoi consiglieri. Nel generale discredito che investì il regime, le opposizioni politiche ripresero fiducia nella possibilità di liquidare l'assolutismo zarista.
Per iniziativa di Struve l'Unione di Liberazione aderì in un primo tempo alle manifestazioni patriottiche di sostegno alla guerra. Poi s'impose la linea dettata dallo storico Pavel Miljukov, per il quale sostenere la guerra avrebbe significato compromettersi con il regime: alla fine, la sconfitta della Russia sarebbe stata la sconfitta del governo e dell'autocrazia, e avrebbe favorito la richiesta di riforme liberali.
Il 28 luglio i socialisti-rivoluzionari assassinarono il ministro Pleve. Benché favorevole al mantenimento della politica del «pugno di ferro», dopo più di un mese Nicola II cedette alle insistenze dell'imperatrice madre Marija Fëdorovna e l'8 settembre nominò nuovo ministro degli Interni il principe Svjatopolk-Mirskij, un conservatore moderato. Benché il ministro giudicasse il parlamentarismo «assolutamente inadatto alla Russia», un'amnistia e la promessa di concedere più libertà agli zemstva indussero taluni rappresentanti dell'opinione pubblica a parlare di una nuova «primavera» politica.
L'Unione di Liberazione partecipò il 30 settembre alla conferenza di Parigi che vide riuniti i delegati del Partito social-rivoluzionario russo, della Lega Nazionale polacca e dei partiti socialisti di Lettonia, Georgia e Finlandia. Il POSDR e gli altri partiti marxisti nazionali declinarono l'invito. La comune risoluzione finale chiese l'abolizione dell'autocrazia e l'instaurazione di un regime costituzionale. Il 19 novembre si tenne a Pietroburgo il congresso dei delegati degli zemstva, parte dei quali erano aderenti all'Unione di Liberazione.

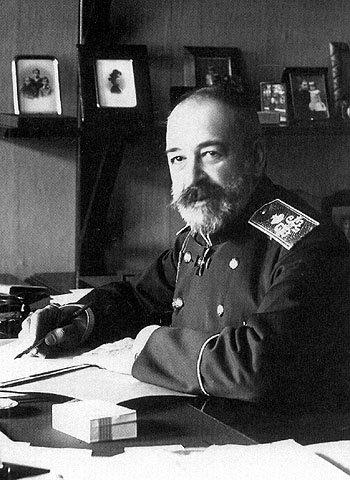
Svjatopolk-Mirskij

Il congresso era autorizzato dal ministro Svjatopolk-Mirskij con la condizione che esso avesse un carattere puramente privato e che la stampa non fosse informata delle sue risoluzioni. Durante i dibattiti, emersero i contrasti tra chi avrebbe voluto la creazione di un'assemblea consultiva nell'ambito di uno Stato autocratico, chi richiedeva allo zar una «legge fondamentale» che autorizzasse l'esistenza di un'assemblea legislativa, senza specificarne i poteri reali, e chi pretendeva l'elezione a suffragio popolare di un'assemblea costituente.
Il congresso si chiuse il 22 novembre con l'approvazione a grande maggioranza di una risoluzione che esprimeva «la speranza che il Potere Supremo convochi i rappresentanti liberamente eletti del popolo allo scopo di guidare con la loro partecipazione la nostra patria su un nuovo cammino di sviluppo statale». Questa «petizione dei diritti» - così fu chiamata al congresso - venne presentata a Svjatopolk-Mirskij insieme con una relazione redatta dal professor Trubeckoj, e fu trasmessa dal ministro a Nicola II, che non la prese in considerazione.
Subito dopo l'Unione di Liberazione lanciò la «campagna dei banchetti», a imitazione delle proteste intraprese in Francia nel 1847 contro il governo Guizot e delle iniziative prese nel 1901 dall'Unione degli scrittori, quando la società fu sciolta d'autorità. Il 3 dicembre, in un ristorante di Pietroburgo, si riunirono seicento convitati che approvarono una risoluzione richiedente la convocazione dell'assemblea costituente. Analoghi banchetti, che essendo riunioni private non potevano essere proibite, furono tenuti in tutte le maggiori città russe.
Di fronte al montare dell'opposizione, delle proteste studentesche e delle diserzioni dai centri di reclutamento dell'esercito, Nicola II convocò una riunione di ministri e consiglieri, che si espresse a favore dell'istituzione di un'assemblea rappresentativa a carattere soltanto consultivo. L'idea fu respinta dallo zar, che dichiarò esplicitamente che mai avrebbe acconsentito «a un sistema rappresentativo di governo, in quanto deleterio per il popolo che mi è stato affidato da Dio».

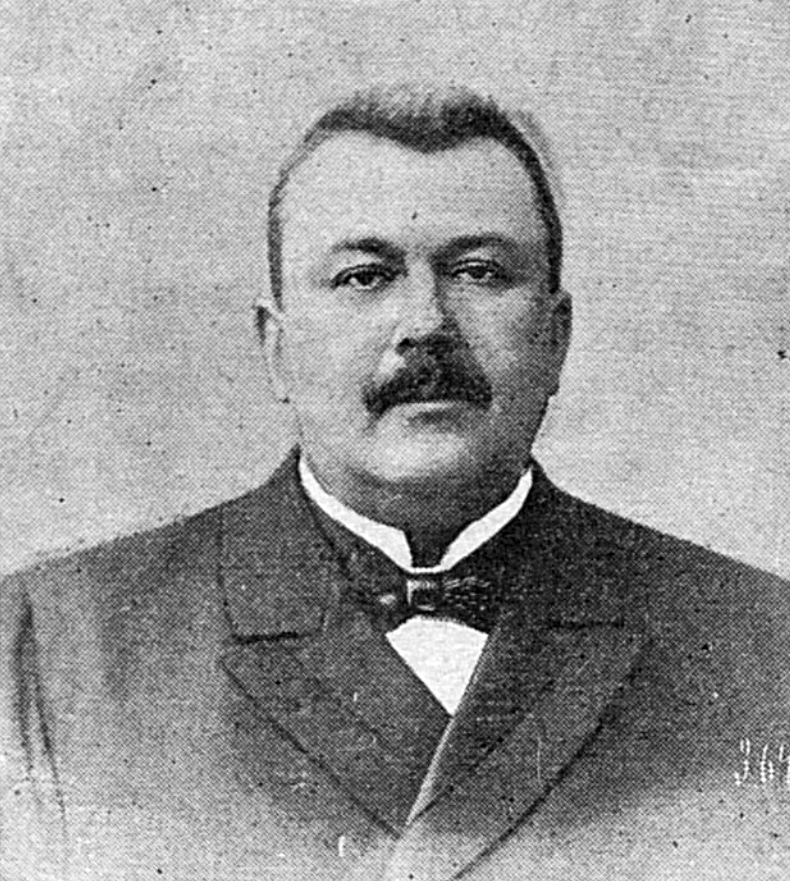
Pëtr Trubeckoj

A seguito di quella riunione un decreto, firmato dallo zar il 25 dicembre, prometteva maggiore autonomia alle amministrazioni locali, un'assicurazione mutualistica agli operai e riforme della legislazione sulle minoranze, sui reati politici e sulla stampa. L'ukaz fu pubblicato il 27 dicembre, accompagnato da una dichiarazione in cui si definivano «inammissibili con gli immutabili principi [...] del nostro ordinamento governativo» le varie richieste presentate nelle scorse settimane, e «sediziose» le manifestazioni che le avevano accompagnate.
Il decreto, chiudendo ogni via alle riforme politiche, non sorprese le opposizioni radicali e deluse le aspettative degli elementi più moderati, che temevano il rafforzamento delle forze rivoluzionarie. Il 28 dicembre il principe Pëtr Trubeckoj, grande proprietario terriero, fratello di Sergej ed Evgenij Trubeckoj, espresse tali timori scrivendo a Svjatopolsk-Mirskij che «l'attuale situazione è in sommo grado pericolosa e spaventosa». Come egli aveva detto personalmente allo zar, non stava avvenendo un'émeute mais une révolution, e per scongiurarla occorreva aprirsi «alle forze della società e dei ceti sociali».
Il 26 dicembre era iniziato il grande sciopero dei pozzi petroliferi di Baku, di proprietà dei Rothschild e dei Nobel, nel corso del quale gli operai avevano avanzato richieste economiche e politiche: fine della guerra, libertà politiche e convocazione dell'assemblea costituente. Lo sciopero terminò l'11 gennaio 1905: furono ottenuti aumenti salariali, la giornata lavorativa di 9 ore, il pagamento parziale dei giorni di malattia.
Il 2 gennaio era caduta nelle mani dei giapponesi la piazzaforte di Port-Arthur, condannando a sicura disfatta la flotta russa del Baltico in navigazione verso il teatro del conflitto. Il 16 gennaio, a Pietroburgo, entrarono in sciopero le officine Putilov.

## L'inizio della rivoluzione

### La «Domenica di sangue»

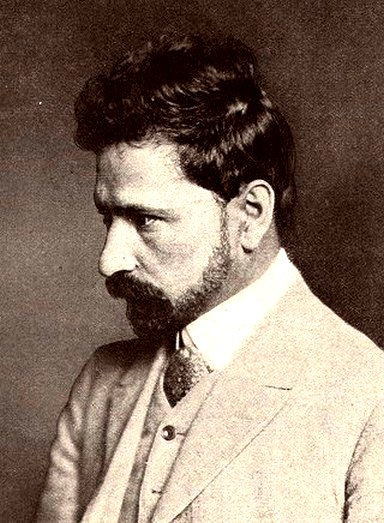
Georgij Gapon

Dichiarato a seguito del licenziamento di quattro operai iscritti all'Assemblea degli operai russi di fabbrica e d'officina, l'organizzazione diretta dal pope Gapon, e al fallimento delle trattative tra l'Assemblea e la direzione delle Putilov, lo sciopero si estese a tutte le fabbriche di Pietroburgo. Gli operai rivendicarono la contrattazione diretta con le aziende per stabilire i minimi salariali, ottenere la giornata lavorativa di otto ore, il divieto del lavoro straordinario senza il consenso del lavoratore e il diritto di sciopero. Il governo si dichiarò solidale con gli industriali, mentre Gapon lanciò la proposta di presentare allo zar una petizione che illustrasse la condizione di vita dei lavoratori e i mezzi per migliorarla.
Il 19 gennaio Gapon, con la determinante collaborazione degli intellettuali liberali Prokopovič, Kuskova e Bogučarskij-Jakovlev, scrisse la petizione, che fu stampata e trasmessa ai ministri dell'Interno, della Giustizia e a Nicola II, il quale veniva invitato a recarsi il 22 gennaio al Palazzo d'Inverno per riceverla dalle mani degli operai. Le richieste contenute nella petizione erano chiaramente inaccettabili dal regime: erano previste la convocazione dell'assemblea costituente, la liberazione di tutti i detenuti politici, le libertà di parola, di stampa, di riunione e di coscienza, l'istruzione pubblica obbligatoria e gratuita, la separazione tra Stato e Chiesa, l'introduzione dell'imposta progressiva sul reddito, la distribuzione della terra ai contadini, la fine della guerra, la legalizzazione dei sindacati, il diritto di sciopero, la giornata lavorativa di otto ore e le assicurazioni previdenziali gestite dallo Stato.
Il 21 gennaio, mentre Pietroburgo era paralizzata dagli scioperi, a Carskoe Selo zar e governo presero le misure contro l'annunciata manifestazione dell'indomani. Fu stabilito, ma non reso pubblico, lo stato d'assedio nella capitale, affidato al granduca Vladimir e al generale Vasil'čikov, il rafforzamento del presidio militare della città, dove furono concentrati 22000 soldati, reparti di cosacchi e di cavalleria. Le artiglierie furono sistemate nella piazza del Palazzo d'Inverno. Fu emanato l'ordine di arresto di Gapon per «crimini contro lo Stato», ma il pope si nascondeva ormai in casa di amici.
La mattina di domenica 22 gennaio (il 9 gennaio secondo il vecchio calendario) circa 200000 manifestanti, divisi in undici cortei provenienti da ciascuna delle sezioni dell'Assemblea operaia di Gapon, si misero in marcia verso il Palazzo d'Inverno. Alcuni cortei, fermati all'ingresso dei ponti presidiati dalle truppe, attraversarono la Neva ghiacciata, e proseguirono il loro cammino verso il Palazzo.
Vicino alla Prospettiva Nevskij un corteo venne respinto a fucilate. Due grandi cortei, unitisi in piazza Trinità, vennero caricati dalla cavalleria ma, continuando ad avanzare, furono affrontati dal reggimento Pavlovskij, che fece fuoco e più di un centinaio di manifestanti, tra morti e feriti, rimasero sul terreno.

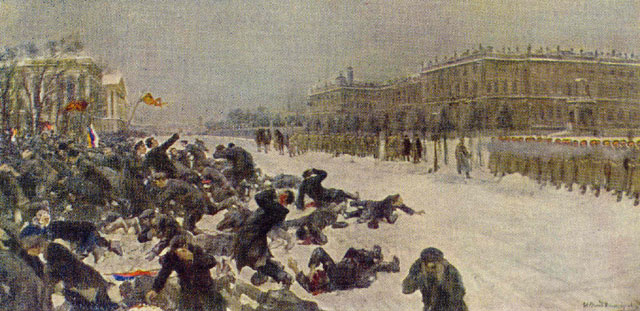
Ivan Vladimirov, La domenica di sangue al Palazzo d'Inverno

Il corteo di 20000 lavoratori guidato da Gapon, che portava una grande croce, fu fermato dalle truppe alla Porta di Narva. Pur caricato dai cosacchi, il corteo rimase compatto e continuò ad avanzare, finché fu raggiunto da ripetute scariche di fucileria. Caddero centinaia di operai: Gapon rimase illeso e fuggì gridando «non c'è più zar per noi!». I dimostranti si dispersero, ma in migliaia raggiunsero a gruppi il Palazzo d'Inverno.
Di fronte al Palazzo 2000 soldati fronteggiavano una massa crescente che ignorava gli ordini di sgomberare la grande piazza. Nel primo pomeriggio il generale Vasil'čikov ordinò al reggimento Preobraženskij di aprire il fuoco. Sulla folla, fuggita sulla prospettiva Nevskij, si abbatterono anche le scariche del reggimento Semënovskij. Ne seguì qualche episodio di rivolta: alcuni ufficiali isolati furono picchiati e disarmati, delle armerie saccheggiate, vennero erette barricate sulle prospettive Malyj e Srednij, e sull'isola Vasil'evskij, smantellate in serata dalla truppa. Almeno un migliaio tra morti e feriti - tutti dimostranti - fu il risultato della giornata.
Apparsi per la prima volta sulla scena della storia della Russia, gli operai di Pietroburgo avevano portato un colpo fatale al carisma dell'autocrazia. Il 22 gennaio 1905 rappresentò l'inizio di una rivoluzione i cui effetti si compiranno solo dodici anni più tardi, ma già gli osservatori più attenti del tempo compresero che «qualcosa d'irreversibile» si era prodotto: gli operai avevano sepolto la loro fede nello zar quale «fonte vivente del diritto e della giustizia». Una parte della stampa legale, affermando che ormai «non si poteva più vivere come prima», richiese «una riforma completa del sistema di governo», attendendosi l'ingresso di «forze nuove» a «garanzia di uno sviluppo pacifico del paese».

### Le reazioni

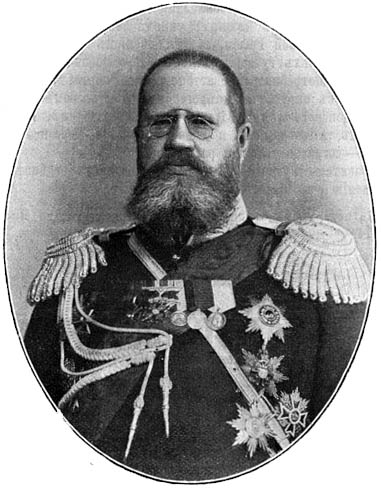
Vladimir Glazov

Il 25 gennaio gli studenti di Pietroburgo inscenarono una manifestazione in occasione del funerale di un loro compagno vittima della «Domenica di sangue», mentre i professori sospesero le lezioni a tempo indeterminato, finché il ministro dell'Istruzione, il generale Glazov, il 4 marzo chiuse l'Università fino al successivo anno accademico. Il 1º febbraio, riuniti in assemblea, 342 insegnanti dichiararono che la libertà della scienza era incompatibile con l'attuale regime sociale e chiesero che il paese si desse una rappresentanza politica. Il 20 febbraio più di tremila studenti riuniti sotto la presidenza del professor Tarle nell'aula magna dell'Università, distrussero i ritratti dello zar e condannarono tanto la «criminale avventura» della guerra quanto l'«infame e miserabile» autocrazia.
Il 29 gennaio anche l'Ordine degli avvocati di Pietroburgo sottoscrisse la richiesta di un regime parlamentare, fatta propria il 10 marzo dai consigli degli avvocati di tutto l'impero, che convocarono il 4 aprile, a Pietroburgo, una conferenza pan-russa degli avvocati. Tenuta senza autorizzazione e tra le minacce del governatore Trepov, il congresso decise di istituire un comitato per la propaganda in favore della Costituzione, dichiarandosi solidale con tutti i partiti politici di opposizione. Perfino gli industriali, da sempre sostenitori del regime, espressero in febbraio la necessità di «riforme radicali su scala nazionale».
Mentre gli operai di Pietroburgo, piegati dal lungo sciopero, furono costretti a riprendere lentamente il lavoro, alla notizia della strage della capitale entrarono in sciopero gli operai di Mosca e della provincia, unitamente agli operai delle fabbriche degli Urali, del bacino del Volga e ai metallurgici di Tula, i quali reclamarono il diritto di sciopero, mentre da Saratov uno sciopero dei ferrovieri si estese alle stazioni collegate. In Polonia e nei Paesi baltici gli scioperi assunsero un carattere nazionalistico: a Varsavia, la repressione armata dello sciopero generale provocò il 29 gennaio centinaia di vittime, mentre a Riga, sotto le cariche dell'esercito i manifestanti fuggirono sulla superficie ghiacciata della Dvina che si ruppe inghiottendo decine di vittime.
Inizialmente, governo e zar trattarono gli avvenimenti come una semplice questione di ordine pubblico. Il generale Trepov, nominato il 24 gennaio governatore di Pietroburgo, il 25 gennaio sciolse l'Assemplea operaia di Gapon e fece arrestare decine di sospetti sovversivi. Il ministro Svjatopolk-Mirskij fu licenziato il 2 febbraio e il suo posto fu preso da Aleksandr Bulygin, già governatore di Kaluga e di Mosca, che seppe della sua nomina dai giornali.
Il 1º febbraio Nicola II aveva ricevuto un gruppo di operai, opportunamente selezionati dalla polizia, ai quali aveva tenuto un breve discorso: «trascinati nell'errore e nell'inganno dai traditori e dai nemici della patria», gli operai avevano scioperato incitando «la folla oziosa a disordini che hanno sempre obbligato e obbligheranno sempre il potere a ricorrere alla forza militare». Anche venire «come una massa in rivolta a dichiararmi i vostri bisogni è un atto criminale», ma egli, paternamente, perdonava il loro errore. Lo zar perdonava, mentre avrebbe dovuto chiedere perdono per il massacro, commentò l'«Osvoboždenie», e Lenin qualificò l'incontro come un'«ignobile farsa» che non aveva ingannato il proletariato russo, il quale un giorno avrebbe parlato allo zar «con tutt'altro tono».

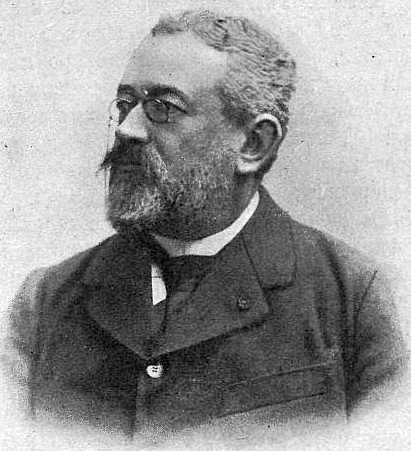
Aleksej Ermolov

L'unico, nel governo, a suggerire concrete iniziative politiche, fu il ministro dell'Agricoltura Ermolov che incontrò Nicola II il 31 gennaio e gli consegnò un rapporto il 13 febbraio. La repressione non bastava e forse un giorno i soldati si sarebbero rifiutati di sparare su un popolo disarmato, dal momento che essi stessi provenivano dal popolo: occorreva ripresentarsi sotto l'aspetto di «zar liberatore», ridando «la parola all'immensa maggioranza, ancora silenziosa» dei contadini, altrimenti la rovina dello zar, dell'autocrazia e dello Stato russo sarebbe stata inevitabile.
Per intanto, fiducioso della lealtà dei contadini, Nicola II si limitò a convocare, con un decreto dell'11 febbraio, una commissione per chiarire «le cause del malcontento dei lavoratori nella città di San Pietroburgo e della sua periferia, e per cercare di eliminarle in futuro». Presieduta dal consigliere di Stato Šidlovskij, sarebbe stata formata da funzionari statali, da industriali e da delegati operai eletti nelle fabbriche di Pietroburgo. In un primo turno elettorale, gli operai scelsero 400 elettori, che a loro volta avrebbero eletto i delegati alla commissione Šidlovskij.
Sotto l'influsso dei bolscevichi, in un primo tempo contrari a partecipare alla commissione, gli elettori pretesero però che prima fosse loro garantita l'immunità personale, il diritto di riunione e di espressione, e la liberazione degli operai detenuti dopo il 22 gennaio. Il 3 marzo le richieste furono respinte e gli elettori operai boicottarono la commissione chiamando allo sciopero per ottenere la giornata lavorativa di otto ore, le assicurazioni previdenziali, la partecipazione di rappresentanti operai al governo e la fine della guerra. Il 5 marzo un decreto dello zar sciolse la commissione.

### Il rescritto del 3 marzo

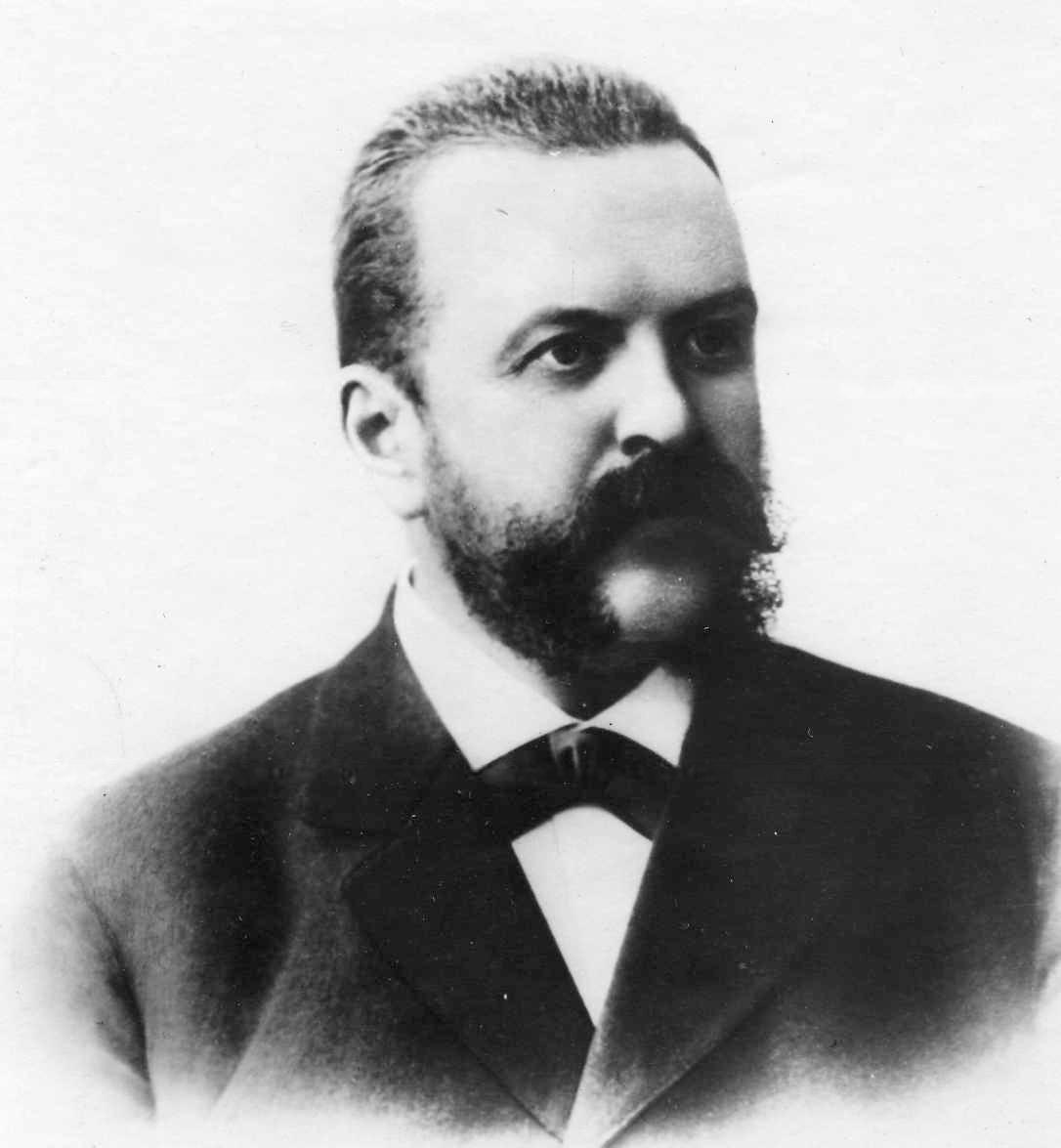
Aleksandr Bulygin

La mattina del 3 marzo (18 febbraio del vecchio calendario) fu pubblicato nel «Pravitel'stvennyj vestnik», la Gazzetta ufficiale russa, un manifesto dello zar che invitava «tutte le persone ben intenzionate» a collaborare con le autorità «per estirpare le radici della sedizione» e rinforzare le fondamenta dell'autocrazia «per il più grande benessere» dei sudditi, ai quali Nicola II ribadiva che ogni altro tipo di governo sarebbe stato «estraneo» e non adatto alla Russia. L'iniziativa dello zar, forse ispirata dal reazionario procuratore del Santo Sinodo Pobedonoscev e presa all'insaputa del governo, gettò nella costernazione gli stessi ministri: Bulygin, parafrasando il duca de Liancour, dovette ricordare a Nicola II che «la rivoluzione era già cominciata».
Lo zar si sentì così costretto a firmare un nuovo documento che chiamava «gli uomini più degni, investiti della fiducia del paese ed eletti dalla popolazione, a prendere parte ai lavori di elaborazione e alla discussione dei progetti legislativi». Tali progetti, per i quali veniva prevista l'istituzione dell'ennesima commissione, dovevano in ogni caso essere inseriti «progressivamente, in funzione dei bisogni reali» del paese, mantenendosi «in stretto legame con il passato storico» della Russia e con il «mantenimento assoluto e incrollabile delle leggi fondamentali dello Stato». Noto come «rescritto a Bulygin», questo nuovo manifesto fu fatto stampare nella serata del 3 marzo, accompagnato da un decreto nel quale s'invitavano «personalità e corpi costituiti» a far conoscere al governo opinioni e considerazioni che servissero «a migliorare il funzionamento dello Stato e il benessere della popolazione». Accolte con favore dai conservatori e con diffidente interesse dai liberali, le promesse contenute nel secondo manifesto rimasero lettera morta, essendo solo il prodotto della consueta tattica dilatoria dello zar, ben nota agli osservatori, e infatti la prevista commissione non fu mai convocata.

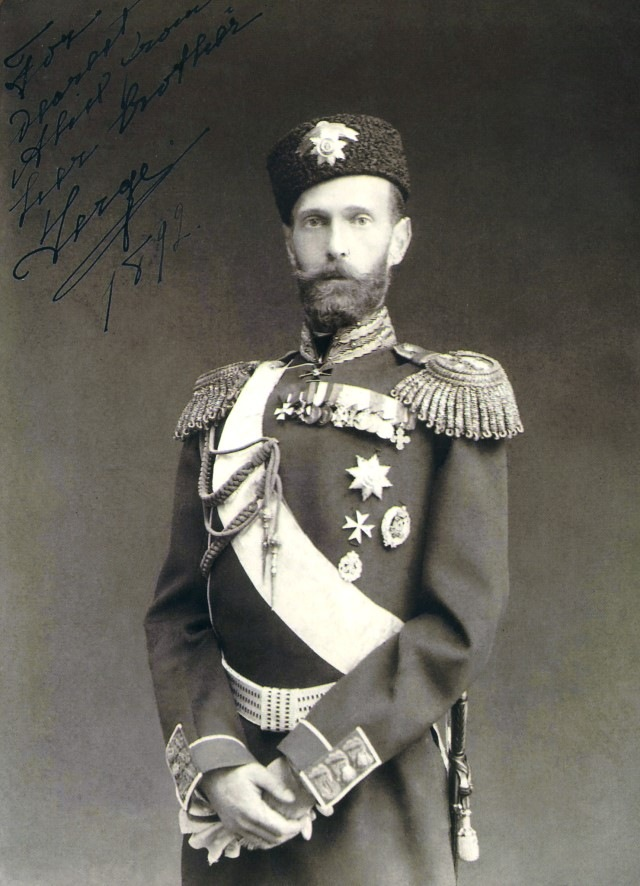
Il granduca Sergej

Tuttavia il rescritto, insieme con la nuova disfatta dell'esercito russo a Mukden, favorì l'intensificarsi dell'attività delle associazioni professionali e di intellettuali: i congressi dei professori universitari, concluso a Pietroburgo il 10 aprile, e quello degli avvocati, terminato il 12 aprile, stabilirono rispettivamente la costituzione di un'Unione degli accademici e di un'Unione degli avvocati, reclamanti l'introduzione di «un ordine costituzionale e democratico sulla base del suffragio universale, eguale, diretto e segreto». Seguirono le unioni dei medici, dei farmacisti, degli agronomi, degli economisti, dei ferrovieri e di altre professioni, nel complesso quattordici associazioni, compresa un'Unione femminista e un'Unione per la parità dei diritti degli ebrei, che infine il 22 maggio, a Mosca, si federarono tutte in una «Unione delle unioni», presieduta da Miljukov e dotata di un consiglio esecutivo.
Alla fine di febbraio era ripresa nelle campagne russe un'ondata di ribellioni e saccheggi delle grandi proprietà signorili, tra le quali quelle del granduca Sergej Romanov, ucciso a Mosca il 17 febbraio in un attentato terroristico, e del governatore della provincia di Saratov Stolypin. Oltre a quest'ultima, furono particolarmente colpite le province di Kursk, Poltava, Černigov, Orël, Voronež e Penza. I moti furono accompagnati da scioperi dei braccianti, dal rifiuto del pagamento degli affitti, dall'utilizzo illegale dei pascoli e dal taglio dei boschi di proprietà dei latifondisti. Inizialmente in gran parte spontaneo, il movimento contadino trovò uno sbocco organizzativo nella creazione nei vari distretti di sezioni contadine, nelle quali s'impose la propaganda rivoluzionaria, e nella conseguente costituzione, il 6 giugno 1905, di un'Unione contadina che aderì all'Unione delle unioni facendo proprie le sue rivendicazioni costituzionali.
Con la ricorrenza del 1º maggio, peraltro vietata nell'Impero, riprese forza l'agitazione operaia. Il segnale partì dalla Polonia: da Częstochowa, Kalisz e Katowice scioperi e manifestazioni si estesero il mese dopo a Łódź, che insorse il 21 giugno, imitata il 25 giugno da Varsavia. Nelle due città tre giorni di combattimenti per le strade fecero molte centinaia di vittime, ma la repressione non fermò l'agitazione, aperta o latente, guidata dal Partito socialista e dal Bund, e appoggiata dagli studenti, che si propagò al resto della Russia. In maggio vi furono scioperi a Baku, Char'kov, Pietroburgo, Mosca, Saratov, Ufa, Odessa che tuttavia, con l'eccezione di queste ultime tre località, dove l'agitazione assunse un carattere antizarista, ebbero più spesso obiettivi economici e sindacali e interessarono una minoranza dei lavoratori.

## La nascita deisoviet

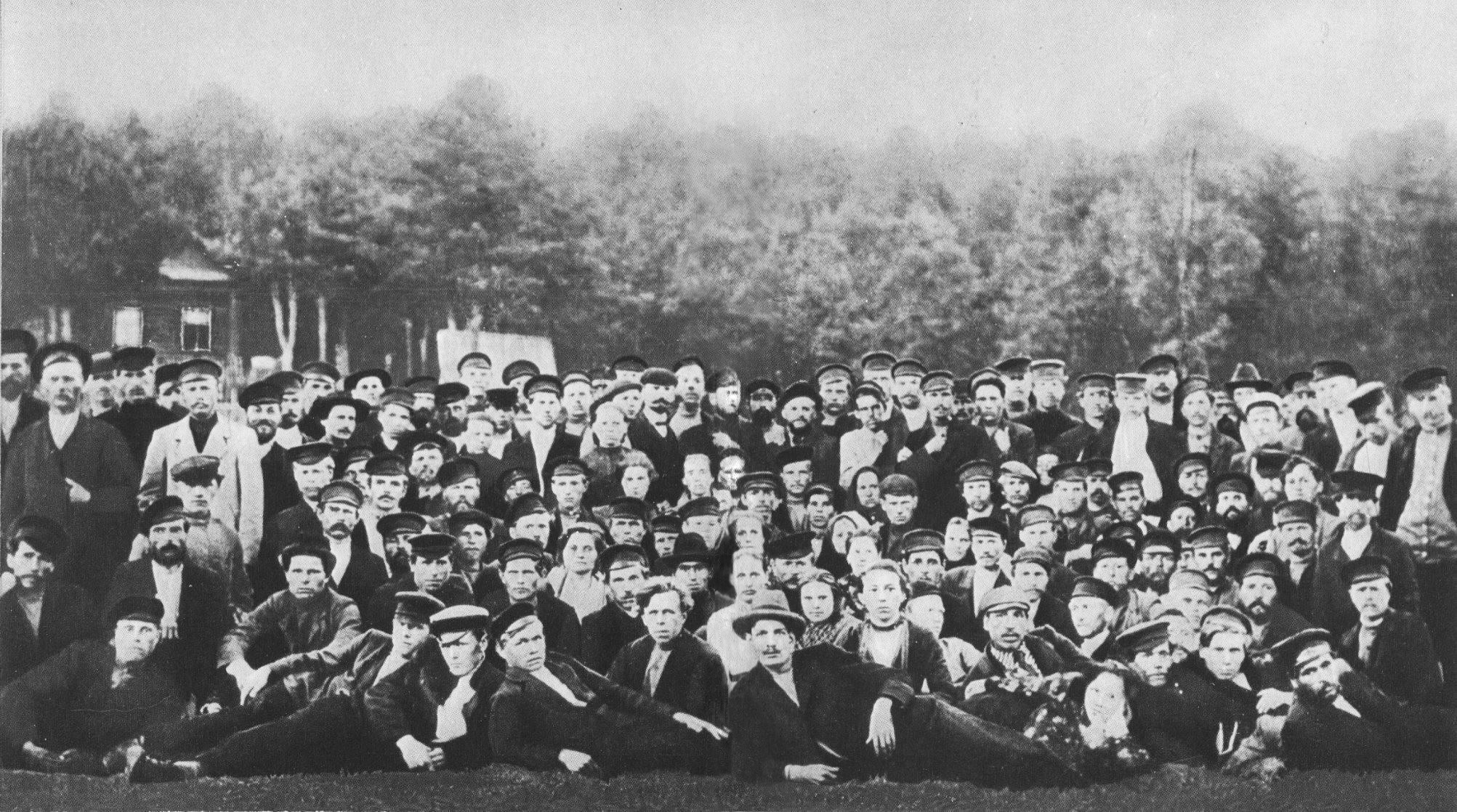
I deputati del soviet di Ivanovo-Voznesensk

La città di Ivanovo-Voznesensk, situata nel distretto di Mosca, era chiamata la «Manchester russa» per l'alta concentrazione di fabbriche tessili ed è qui che il 25 maggio 1905 iniziò uno sciopero che per durata e per numero di operai interessati – più di 40000 – non aveva avuto fino ad allora altro precedente in Russia se non quello avvenuto a Pietroburgo nel precedente gennaio. Un regolamento provvisorio, approvato dal governo il 23 giugno 1903, aveva consentito agli operai di ogni fabbrica di eleggere propri rappresentanti per presentare le rivendicazioni alla direzione dell'impresa.
La novità verificatasi a Ivanovo consistette nel fatto che il 26 maggio gli operai di tutte le fabbriche in sciopero elessero loro delegati che il giorno dopo confluirono in un Consiglio dei deputati operai di Ivanovo-Voznesensk, che rappresentava le istanze comuni di tutta la massa degli scioperanti e non più soltanto le rivendicazioni degli operai delle singole fabbriche, come era sempre avvenuto nel passato. Era così nato il primo soviet della storia.

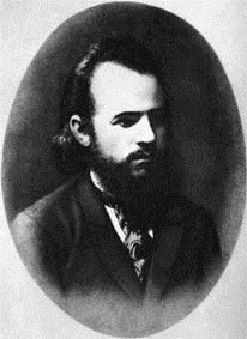
Avenir Nozdrin

Le assemblee del soviet, che comprendeva un centinaio di delegati, erano aperte a tutti gli scioperanti e si tenevano giornalmente all'aperto, sulla riva del fiume Talka. Il compito dei deputati consisteva nel dirigere lo sciopero di tutte le fabbriche mantenendo la disciplina tra gli operai e nella stessa città, nell'evitare trattative separate con le singole aziende e decidere se e quando riprendere il lavoro. La grande maggioranza degli scioperanti non intendeva mettere in discussione il regime autocratico e premeva perché i contenuti delle rivendicazioni fossero di natura economica. Tuttavia, essi avevano eletto gli operai più attivi, che erano generalmente anche i più politicizzati - non a caso presidente del soviet era il poeta Avenir Nozdrin, un bolscevico - i quali, oltre a sostenere le loro richieste, intendevano «educarli adeguatamente sul piano politico con abilità e prudenza». D'altra parte, le richieste non si limitarono agli aumenti salariali, ma compresero fin dall'inizio anche la riduzione a otto ore della giornata lavorativa, la libertà di riunione, di associazione, di stampa e, successivamente, si cominciò a dibattere sulla convocazione di un'Assemblea costituente eletta con suffragio universale.
Tali rivendicazioni, insieme a un progetto di regolamentazione delle pensioni, furono trasmesse dal soviet al ministero degli Interni. Le trattative non ebbero esito e il 16 giugno intervenne l'esercito a cercare di porre fine sanguinosamente allo sciopero. Gli operai, senza paga da più di un mese, reagirono con saccheggi e incendi, cosicché il 14 luglio il soviet decise la ripresa del lavoro, salvo proclamare, di fronte alla volontà dei proprietari di non acconsentire ad alcun aumento salariale, un nuovo sciopero che si prolungò fino al 31 luglio, quando il soviet dichiarò la fine dello sciopero e si sciolse. A fronte dei sacrifici affrontati, scarsi furono i risultati in termini economici, ma grande il risultato politico ottenuto: il soviet s'impose non solo come autorevole organo rappresentativo di tutti gli operai, ma dell'intera città, fornendo un esempio di organizzazione che verrà imitato in tutta la Russia.
I primi a imitare l'esempio di Ivanovo furono gli operai della vicina Kostroma, che entrarono in agitazione il 18 luglio e formarono un soviet eleggendo 108 deputati delle fabbriche in sciopero, i quali a loro volta costituirono un comitato esecutivo di dodici membri. Il comitato collaborò con il locale partito socialdemocratico e pubblicò periodicamente un bollettino - le Izvestija - che informava sulle trattative in corso con gli industriali e le autorità. Queste riconobbero la legittimità del soviet ma pretesero l'allontanamento degli elementi estranei alle fabbriche in sciopero e i minori di 25 anni, una richiesta che fu respinta insieme ai tentativi degli industriali d'intavolare trattative separate con i rappresentanti delle singole aziende. Lo sciopero terminò dopo tre settimane, quando il soviet - che rifiutò la proposta dei bolscevichi di un'insurrezione - ebbe ottenuto, a parità di salario, la riduzione di un'ora della giornata di lavoro.

## Dalla rivolta dellaPotëmkinal Manifesto del 19 agosto

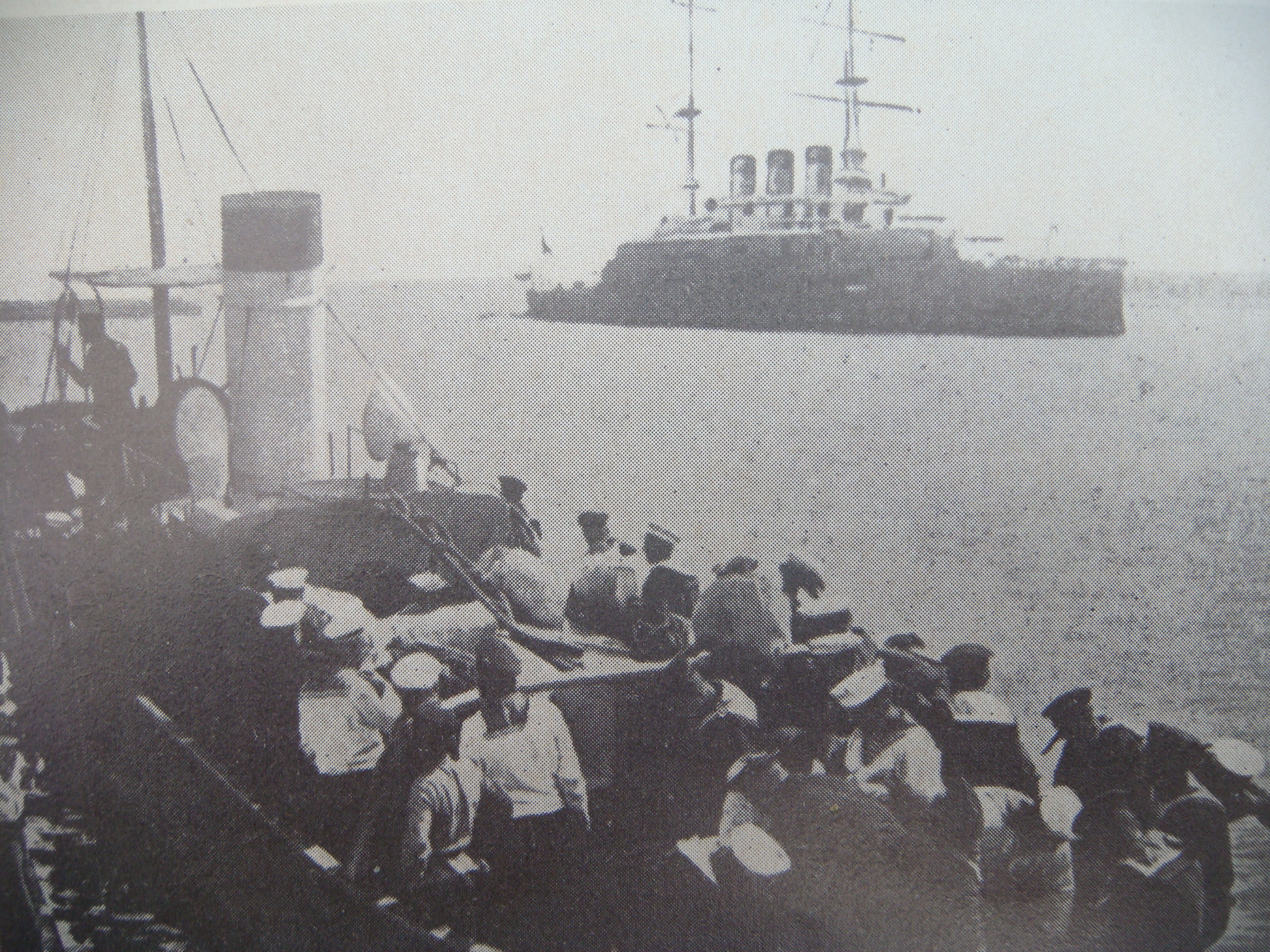
Lo sbarco dei marinai della Potëmkin a Costanza

Il 28 maggio si concludeva, di fatto, la guerra russo-giapponese con la disfatta navale di Tsushima. Da Ginevra, Lenin scrisse delle «centinaia di milioni di rubli sperperati» in quella grande armata «tanto impotente, grottesca e mostruosa quanto l'intero Impero russo», mentre a Pietroburgo il quotidiano liberale «Syn Otečestva» (Il figlio della Patria) vide nell'affondamento della flotta la metafora del fallimento del regime zarista, invocando l'immediata convocazione dei «rappresentanti della terra russa».
A Odessa, il 26 giugno, era stato dichiarato lo sciopero generale e il giorno dopo, per una questione di cibo avariato, al largo della città si verificò l'ammutinamento dei marinai della corazzata Potëmkin che la sera gettò le ancore al porto. Il 28 giugno, quando la salma del marinaio Vakulenčuk fu portata a terra, una rivolta scoppiò a Odessa, culminata nella notte con l'incendio dei magazzini portuali e la repressione dei cosacchi che provocò centinaia di morti. Mentre anche a Liepāja si registrava una rivolta degli equipaggi della superstite flotta del Baltico, nemmeno il sostegno di un'altra corazzata, la Georgij Pobedonosec, scosse le esitazioni e i timori dei marinai della Potëmkin, che dopo settimane d'incerta navigazione davanti alle coste del Mar Nero, trovò rifugio nel porto di Costanza, in Romania, dopo aver lanciato appelli per il rovesciamento dello zarismo e la convocazione di un'Assemblea costituente eletta a suffragio universale.
I rappresentanti degli zemstva e delle municipalità, divisi in tre correnti ma tutti monarchici timorosi delle conseguenze sul regime della sconfitta militare e del salire dell'opposizione radicale, l'8 giugno lanciarono un manifesto nel quale gettavano ogni responsabilità sul governo e la burocrazia, colpevoli, a loro giudizio, di mettere in pericolo «la stessa solidità del trono». Occorreva pertanto riunire subito «una rappresentanza nazionale liberamente eletta per determinare insieme col monarca il regime legale dello Stato». In un contemporaneo indirizzo allo zar, questi veniva invitato a farsi promotore al più presto delle necessarie riforme.

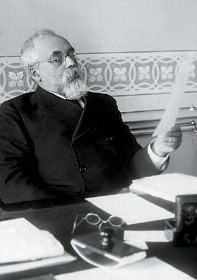
Sergej Muromcev

Perdurando il silenzio dello zar, il 20 giugno una loro delegazione si fece ricevere da Nicola II, al quale il principe Trubeckoj espose i rischi della sovversione popolare e dell'«odio selvaggio e inespiabile nutrito da secoli di soprusi e d'oppressione». Lo zar espresse a voce la sua volontà di associare «gli eletti del paese al lavoro del governo», promessa scomparsa nel comunicato ufficiale dell'incontro. Le vere intenzioni di Nicola II furono dichiarate il successivo 4 luglio ai rappresentanti del lealismo autocratico, tutti esponenti di antiche famiglie aristocratiche, ai quali riaffermò il suo «indefettibile attaccamento ai precetti del passato».
Ai rappresentanti degli zemstva legati all'Unione di Liberazione non restò che prendere atto del mancato sostegno del sovrano. Riuniti a Mosca dal 19 al 21 luglio, approvarono il progetto elaborato dal professor Muromcev, che prevedeva per la Russia una monarchia costituzionale sul modello europeo. Petrunkevič, nel fissare il prossimo appuntamento al congresso di fondazione di un partito costituzionalista e democratico, denunciava «l'incapacità e l'impotenza del governo» che aveva provocato la rivoluzione: «malgrado tutto» - disse - i liberali dovevano «andare verso il popolo» per cercare di evitare «lo spargimento di sangue».
Dal manifesto del 3 marzo il paese attendeva la formazione di una commissione incaricata di presentare il progetto di una rappresentanza nazionale. Sempre rinviata, questa fantomatica «commissione Bulygin» non vedrà mai la luce, ma a luglio la sconfitta nella guerra e la crescente opposizione al regime convinsero finalmente il governo ad affidare al Consiglio di Stato l'elaborazione del progetto. Sottoposto l'8 agosto all'esame di Nicola II e dei suoi consiglieri, la legge elettorale e l'istituzione della Duma, una Camera bassa con funzione puramente consultiva che veniva ad affiancarsi al Consiglio di Stato e al Senato, di nomina imperiale come il governo, venivano approvate e promulgate dallo zar con il manifesto del 19 agosto (6 agosto nel vecchio stile).

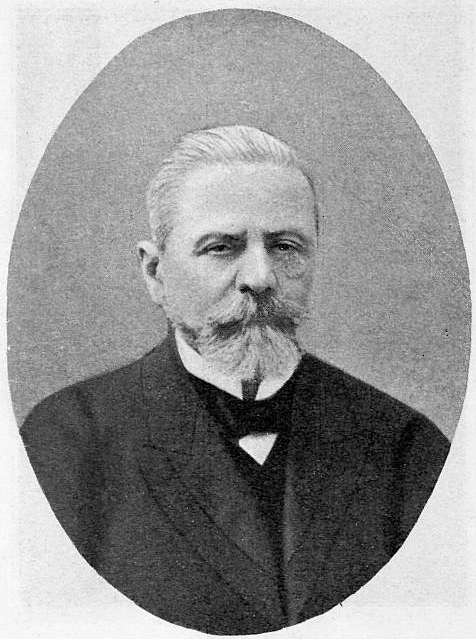
Aleksandr Naryškin

Le elezioni, previste per il prossimo gennaio, sarebbero state segrete, ma non universali, né dirette, né egualitarie. Erano infatti ammessi al voto solo i maschi di età superiore ai 25 anni, suddivisi in tre ordini, i nobili, i contadini e i cittadini, e individuati in base al reddito. Con un sistema elettorale a doppio turno, essi avrebbero eletto i «grandi elettori» che a loro volta avrebbero scelto tra di loro i deputati. In base al complicato meccanismo elettorale, appositamente congegnato per garantire al regime il massimo, teorico lealismo possibile dei deputati, i contadini proprietari avrebbero ottenuto il 43% dei voti, i nobili il 34% e gli abitanti delle città il 23%, e dalla Duma sarebbero stati esclusi i rappresentanti dei ceti più poveri, in particolare gli operai e gran parte dell'intelligencija.
La prevalenza accordata all'elemento contadino aveva precise motivazioni politiche. Secondo il principe Volkonskij, i contadini costituivano «l'elemento più conservatore» della società russa, per il conte Bobrinskij «le ondate di eloquenza degli elementi d'avanguardia» si sarebbero infrante «contro la salda muraglia dei contadini conservatori», mentre dal consigliere dello zar Švanebach i contadini erano paragonati «alla preziosa zavorra che darà stabilità alla nave della Duma». Un articolo del progetto, che prevedeva che i deputati sapessero leggere e scrivere, suscitò le proteste dei consiglieri più reazionari. Il proprietario fondiario Naryškin osservò che i contadini analfabeti possedevano «una concezione del mondo assai più coerente» degli altri, erano «imbevuti da uno spirito di conservazione» e usavano «un linguaggio epico». Nicola II, convinto da tali argomenti, soppresse l'articolo osservando che i contadini analfabeti avevano «più esperienza e buon senso».
L'introduzione della Duma di Stato, che fu detta «Duma di Bulygin», non scalfiva in nessun modo il regime autocratico. Priva di potere legislativo e di gestione del bilancio statale, il suo compito sarebbe consistito nello studio dei progetti di legge che il governo, a sua discrezione, poteva sottoporgli senza essere tenuto a seguire le sue valutazioni. La sua durata era stabilita in cinque anni, ma poteva essere sciolta in qualunque momento dallo zar. I deputati, che dovevano giurare fedeltà all'autocrazia, godevano della libertà di parola, ma a loro rischio, perché non erano garantiti dall'immunità parlamentare, e le loro sedute non erano pubbliche, ma seguite da pochi giornalisti tenuti a pubblicare soltanto i resoconti ufficiali approvati dalla censura.
Il manifesto del 19 agosto divise i liberali, una parte dei quali, rappresentata dalla rivista «Osvoboždenie», pensava fosse utile partecipare alle elezioni per utilizzare la Duma, considerata comunque «una breccia nella fortezza dell'autocrazia», quale tribuna delle proprie rivendicazioni, mentre l'Unione delle unioni si pronunciò nettamente per il boicottaggio delle elezioni, giudicando tale Duma «una sfida spudorata a tutti i popoli della Russia». Anche le varie forze socialiste, pur tutte critiche verso il progetto della Duma, manifestarono propositi diversi sulla questione della partecipazione alle elezioni. I socialisti-rivoluzionari si espressero per un boicottaggio attivo, invitando i contadini poveri, esclusi per censo dalle elezioni, a utilizzare le future riunioni elettorali come momento di lotta del movimento contadino contro il governo zarista, lanciando appelli all'esproprio delle terre signorili quali parole d'ordine della rivoluzione.

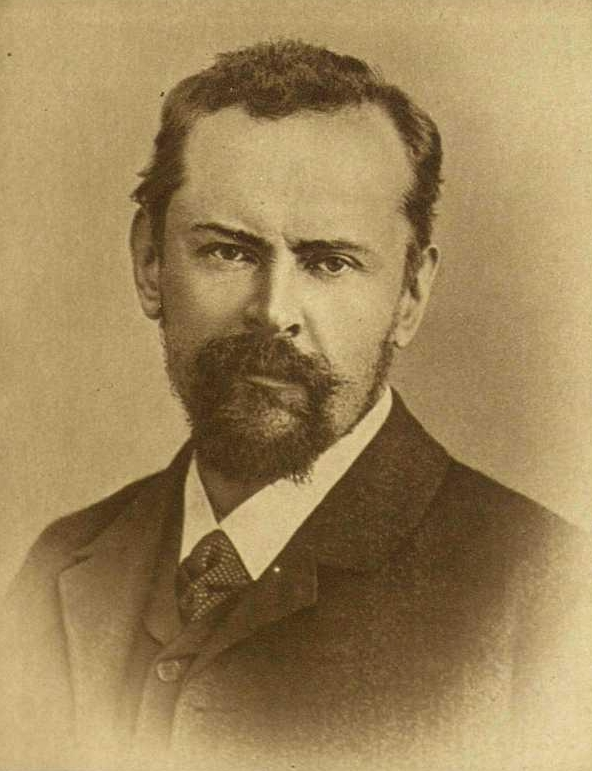
Sergej Trubeckoj

I menscevichi, invece, non si espressero per il boicottaggio. L'«Iskra» pubblicò un articolo di Parvus che proponeva accordi elettorali con i liberali allo scopo di presentare anche candidature socialiste alla Duma. Oltre a disporre la loro diretta partecipazione alle elezioni nella regione del Caucaso, dove prevedevano di ottenere ampi consensi tra i contadini e la piccola borghesia, nel resto della Russia i menscevichi erano intenzionati a costituire comitati di agitazione per propagandare nelle assemblee elettorali l'allargamento del corpo elettorale e la convocazione di un'assemblea costituente. La posizione dei menscevichi fu respinta da tutte le altre forze socialdemocratiche.
Per i bolscevichi, favorevoli al boicottaggio attivo, il manifesto del 19 agosto dimostrava «l'infamia, la barbarie asiatica, la violenza e lo sfruttamento» del sistema sociale e politico della Russia, e la Duma era una parodia di rappresentanza popolare. Occorreva prepararsi per la rivolta armata e organizzare l'agitazione con manifestazioni e scioperi politici aventi la parola d'ordine del rovesciamento del governo zarista e della costituzione di un governo provvisorio rivoluzionario che avrebbe convocato l'assemblea costituente.
In settembre fu ripristinata l'autonomia delle Università, soppressa ventun anni prima da Alessandro III. Sulla spinta studentesca, nelle università di Mosca e Pietroburgo il Senato accademico fu costretto a sospendere in ottobre le lezioni per permettere che nelle aule si tenessero riunioni, aperte a tutti i cittadini, che fuori sarebbero state vietate. Vi si tennero liberi e accesi dibattiti, ma le elezioni per la «Duma di Bulygin», previste per il 23 gennaio 1906, non si svolsero mai, superate dagli avvenimenti che incalzavano in una Russia in crescente fermento.

## Lo sciopero generale, isoviete ilManifesto d'ottobre

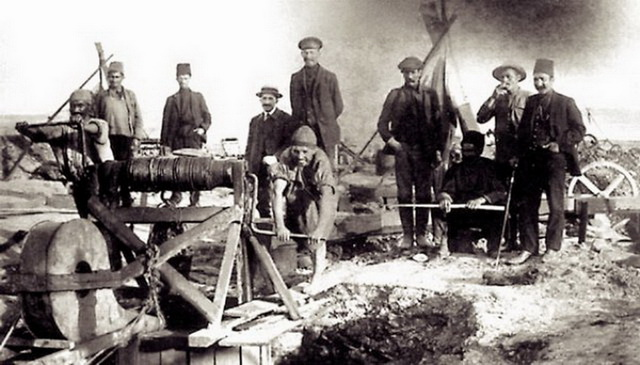
Operai dei pozzi petroliferi del Caucaso

Nella prima metà di settembre, nella zona petrolifera di Baku riprese lo sciopero, contrastato dall'intervento di bande di centoneri che provocarono conflitti armati in tutta la regione. Favoriti dal crescente carovita, dalla fine di settembre iniziarono nuovi scioperi che investirono tutta la Russia. Dal 2 ottobre entrarono in sciopero i tipografi di Mosca, seguiti dai fornai, dagli operai delle manifatture dei tabacchi, dai tranvieri. Ci furono manifestazioni di strada, interventi dei cosacchi e sparatorie, particolarmente gravi nella giornata dell'8 ottobre.
Il 19 ottobre entrarono in agitazione i macchinisti e gli operai delle officine della linea Mosca-Kazan', mentre l'Unione dei ferrovieri aveva organizzato un congresso a Pietroburgo. Quando si sparse la notizia, peraltro infondata, che alcuni delegati erano stati arrestati e il congresso vietato, il 20 ottobre l'Unione dichiarò lo sciopero generale dei ferrovieri. In breve tutta la Russia si trovò paralizzata: alla mancanza dei trasporti si aggiunse quella delle comunicazioni per lo sciopero dei telegrafi e dei telefoni, poi mancò l'elettricità e scioperarono gli operai delle industrie e gli impiegati dei settori privati e pubblici, fino ai medici, agli avvocati e agli attori e ai ballerini dei teatri.

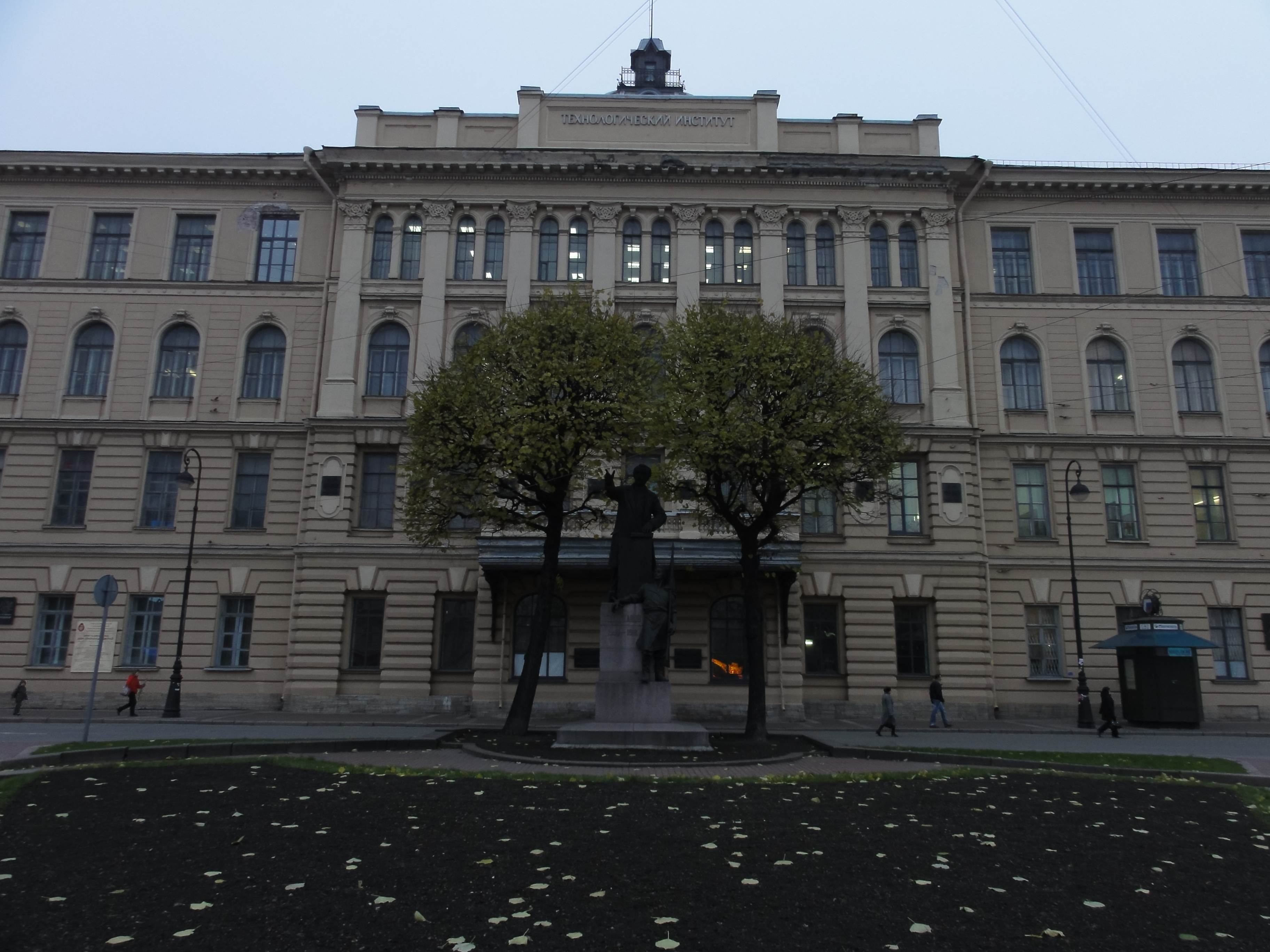
L'Istituto Tecnologico di Pietroburgo

Il 23 ottobre si alzarono barricate a Char'kov, il 24 a Ekaterinoslav', il 29 a Odessa, ma in nessuna città ci fu una vera rivolta. Lo sciopero generale aveva assunto immediatamente un carattere politico, sostenuto da tutte le forze di opposizione al regime, dai socialisti al neonato Partito Democratico Costituzionale, detto Partito Cadetto (e "cadetti" i suoi aderenti), il cui congresso di fondazione si era aperto il 25 ottobre a Pietroburgo. Vi furono persino industriali che permisero agli operai di tenere assemblee di fabbrica e non licenziarono, come d'abitudine, gli scioperanti.
Fin dai primi giorni dello sciopero, in alcune industrie, tra le quali le grandi officine Putilov, gli operai di Pietroburgo avevano eletto comitati di sciopero. Per coordinare l'agitazione tra le varie fabbriche, su impulso dei menscevichi fu stabilita la creazione di un comitato operaio eletto da tutti i lavoratori delle fabbriche della città. Sulla base dell'esperienza della commissione Šidlovskij e sull'esempio di quanto già avevano fatto i tipografi di Mosca, venne eletto un delegato ogni 500 operai e nella notte del 26 ottobre il primo Soviet dei deputati operai di Pietroburgo si riunì in una sala dell'Istituto Tecnologico.
Quella notte erano ancora soltanto quaranta i delegati. Nei due giorni successivi i deputati eletti raggiunsero la cifra di 226, in rappresentanza di 96 fabbriche e officine, e più tardi ancora saliranno fino a 560. Il 27 ottobre, nella terza sessione del soviet presieduta dall'indipendente Chrustalëv-Nosar' e presente anche Trockij, appena giunto dalla Finlandia, vi furono ammessi rappresentanti dei tre partiti socialisti - social-rivoluzionari, menscevichi e bolscevichi - in ragione di tre per ciascun partito: tra i menscevichi fu eletto Trockij, Avksent'ev tra i social-rivoluzionari e Sverčkov tra i bolscevichi. Il 30 ottobre fu eletto un comitato esecutivo di 22 membri e fu decisa la pubblicazione del periodico « Izvestija » quale organo ufficiale del Soviet.

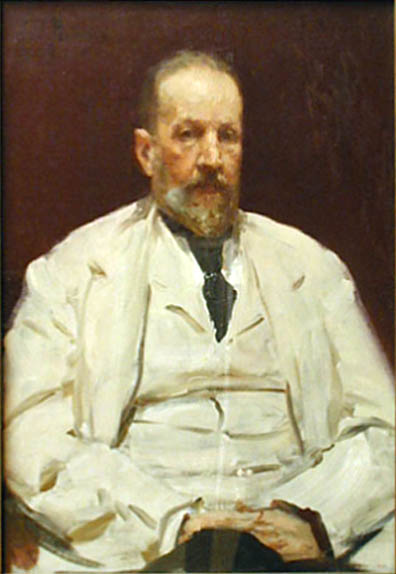
Il'ja Repin, Ritratto di Witte

Da comitato di sciopero, il soviet di Pietroburgo si trasformò in breve in organo politico e rivoluzionario del proletariato cittadino. Il suo esempio fu rapidamente imitato e sorsero in tutta la Russia una cinquantina di soviet operai, oltre a qualche soviet di soldati e di contadini. Il più importante, dopo quello di Pietroburgo, fu il soviet operaio di Mosca che, costituitosi alla fine di novembre su impulso di menscevichi e bolscevichi, assunse una decisa iniziativa in favore dell'insurrezione.
Mentre il governatore Trepov pensava di risolvere la crisi politica «non risparmiando le cartucce», l'ex-ministro Witte, capo della diplomazia russa nei colloqui di pace di Portsmouth, veniva ricevuto il 22 ottobre da Nicola II, al quale rilasciava un memorandum. Facendogli balenare lo spettro della rivoluzione, Witte mostrava che la sopravvivenza della dinastia consisteva nel concedere «le libertà di coscienza, di parola, di riunione, d'associazione e della persona», e nel riformare l'amministrazione, dominata dallo spirito del dispotismo. Cercando di tranquillizzare l'autocrate Nicola, Witte precisava che non era detto che la Russia dovesse seguire l'esempio delle società liberali europee: forse «il pensiero creativo russo inventerà una combinazione politica ancora sconosciuta nella storia, e la rappresentanza nazionale rivestirà in Russia forme originali, differenti dalle costituzioni esistenti negli altri paesi».

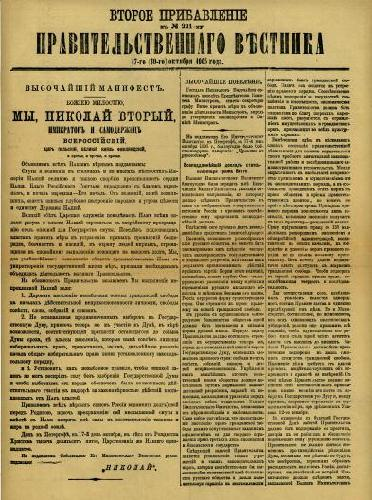
Il Manifesto di ottobre

Nicola II coltivò l'idea di stabilire una dittatura militare, affidandone la responsabilità allo zio Nikolaj. Al rifiuto di questi, il 30 ottobre (17 ottobre vecchio stile) si rassegnò a firmare il manifesto preparato da Witte. Il proclama conteneva tre promesse essenziali: 1. La concessione delle libertà fondamentali, ossia l'inviolabilità della persona e le libertà di coscienza, di parola, di riunione e di associazione; 2. La partecipazione alle elezioni della Duma delle «classi della popolazione attualmente private di ogni diritto elettorale», in attesa di una prossima legge che stabilisse il principio del suffragio universale; 3. «Stabilire come regola immutabile che nessuna legge potrà entrare in vigore senza l'approvazione della Duma di Stato».
Nel manifesto, stampato la sera stessa dal «Pravitel'stvennyj vestnik», non compariva la parola «Costituzione» né si faceva cenno all'Assemblea costituente, come non si chiariva in che modo le libertà promesse fossero compatibili con il regime autocratico, che non sembrava essere messo in discussione. Non era chiaro quale rapporto sarebbe intercorso tra il governo e la Duma, e le reali prerogative di quest'ultima e dei suoi deputati. Non si faceva cenno alla questione delle nazionalità né all'effettiva eguaglianza dei cittadini, essendo mantenuti i privilegi della nobiltà rispetto agli altri ceti sociali. Non si parlava di amnistia né dell'abolizione dello stato d'assedio in vigore nella maggior parte delle province dell'Impero.
Come scrisse un governatore, non si sapeva come armonizzare i benefici liberali promessi con la legislazione autocratica vigente, ma anche limitandosi a valutare il contenuto del manifesto, Tolstoj notava, riferendosi ai contadini, che non c'era «nulla a favore del popolo». Il comportamento di Witte, nominato presidente del Consiglio dei ministri, non contribuiva ad attenuare la diffidenza sulla sincerità delle sue promesse: non portò alcun ministro liberaleggiante al governo e volle mantenere agli Interni il famigerato reazionario Durnovo, fu evasivo sulla concessione dell'amnistia e rifiutò di abolire il controllo militare sulle città, dimostrando che la paura della rivoluzione condizionava i suoi atti.

### Le reazioni al Manifesto

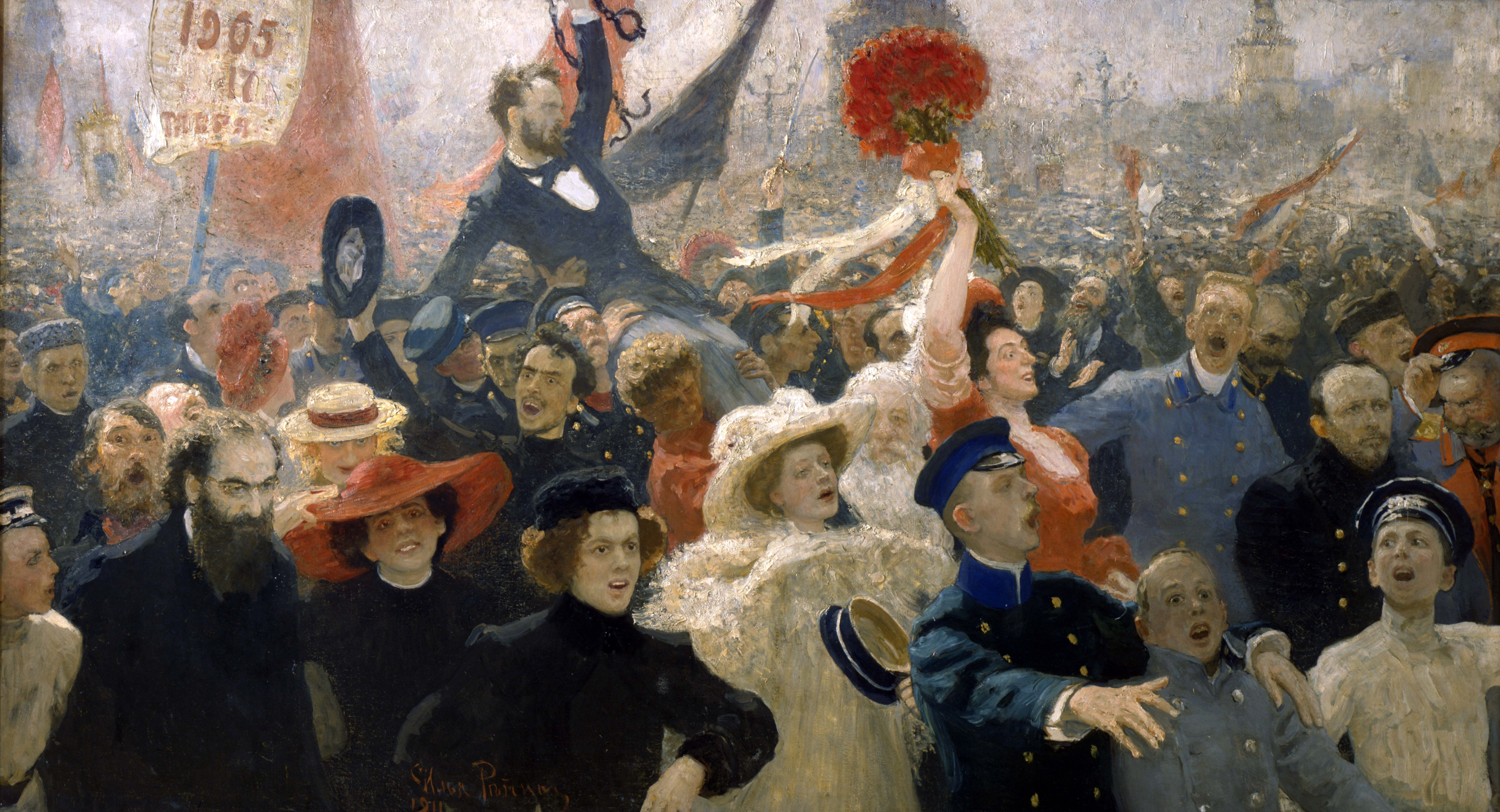
Il'ja Repin, Il Manifesto del 17 ottobre

Con tutto ciò, al suo apparire il manifesto provocò grande emozione. Dimostrazioni di giubilo si tennero nelle strade di Pietroburgo e di Mosca, dove i manifestanti credettero che fosse giunta in Russia l'era della libertà. Tale fu anche la sensazione dell'opinione pubblica europea, che giudicò finita l'autocrazia. Nelle Borse di Londra e di Parigi i titoli russi corsero al rialzo e le banche francesi, creditrici dell'enorme debito pubblico russo aggravatosi con le spese di guerra, ripresero fiducia nella solvibilità dello Stato russo.
Da Ginevra, Lenin salutò il manifesto come «una grande vittoria della rivoluzione», senza farsi illusioni sulle reali volontà di Witte e dello zar. Come la rivoluzione non era ancora abbastanza forte per schiacciare lo zarismo, così nemmeno lo zarismo si sentiva abbastanza forte per schiacciare la rivoluzione e si era momentaneamente ritirato per evitare la resa e riprendere le forze. L'autocrazia esisteva ancora e il manifesto conteneva solo «parole vuote e semplici promesse». Il compito della socialdemocrazia consisteva nell'ampliare le basi della rivoluzione estendendola alle campagne, in modo da creare un movimento contadino che, insieme al proletariato urbano, avrebbe dato il colpo di grazia all'autocrazia.
Divenuto il trascinatore del Soviet di Pietroburgo, Trockij, che il 31 ottobre aveva stracciato il manifesto parlando a una grande folla da un balcone dell'università, scrisse il 2 novembre sulle Izvestija: « Abbiamo la libertà di riunirci, ma le nostre riunioni sono circondate dalle truppe. Abbiamo la libertà di esprimerci, ma la censura non è cambiata. Abbiamo la libertà d'istruirci, ma le università sono occupate dai soldati. Le nostre persone sono inviolabili, ma le prigioni sono affollate. Abbiamo Witte, ma ci è stato lasciato Trepov. Abbiamo una costituzione, ma l'autocrazia è sempre là. Abbiamo tutto... e non abbiamo niente».
Il manifesto contribuì a formalizzare la divisione del movimento liberale. I cadetti di Miljukov non videro nella Duma promessa un'autentica assemblea legislativa e mantennero un atteggiamento di opposizione, mentre l'ala destra del movimento, legata agli zemstva, accettò in pieno i contenuti del manifesto tanto da richiamarvisi esplicitamente costituendo, nel congresso tenuto dal 19 al 26 novembre, l'Unione del 17 ottobre. Gli «ottobristi», come furono chiamati, videro nella collaborazione con lo zarismo la tutela degli interessi della grande borghesia industriale e finanziaria, e della nobiltà terriera, che essi rappresentavano, e un argine al pericolo della rivoluzione sociale.

### I pogrom

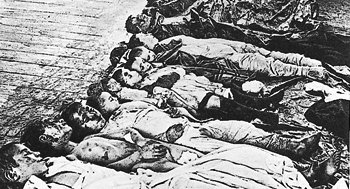
Il pogrom di Ekaterinoslav'

Il manifesto non piacque, ma per motivi opposti, neanche all'estrema destra zarista, che reagì con violenza. A Rostov, il 31 ottobre, i pogromisti uccisero la giovane manifestante Clara Rejzman infilandole in gola l'asta della sua bandiera rossa, a Mosca fu ucciso a bastonate il bolscevico Bauman, a Ivanovo caddero i socialdemocratici Fëdor Afanas'ev e Ol'ga Genkina, ad Armavir fu torturata a morte Praskov'ja Dugensova. A Tomsk, alla presenza del governatore e del vescovo, furono chiusi in un teatro e bruciati un migliaio di persone. Un pogrom devastò Ekaterinoslav' dal 3 al 5 novembre, facendo 95 morti, 243 feriti gravi, e distruggendo centinaia di case e botteghe. A Odessa il pogrom fu favorito dal governatore Nejgardt e dal comandante del distretto militare Kaulbards, così come a Kiev il generale Bessonov istigò al saccheggio.
Il 9 novembre Nicola II salutò con soddisfazione i pogrom scrivendo alla madre: «Il popolo s'è indignato dell'impudenza e dell'insolenza dei rivoluzionari e dei socialisti e, siccome i nove decimi di loro sono giudei, tutta la sua collera si è abbattuta su di loro [...] Ma oltre ai giudei, gli agitatori russi hanno colpito anche ingegneri, avvocati e ogni sorta d'altra sporca gente».
In tre settimane si contarono almeno 500 pogrom con più di 5 000 vittime. Da questi ambienti sorse il 21 novembre, diretta da Aleksandr Dubrovin, l'Unione del Popolo Russo, la più nota di altre simili organizzazioni monarchiche identificate col nome di Centurie nere o centoneri. Godeva di altissime protezioni - il 5 gennaio 1906 Nicola II ricevette i dirigenti dell'Unione e ne accettò le insegne - e il suo programma prevedeva la difesa dell'«unità della Chiesa, del trono e del popolo» e la lotta contro «il nemico interno».

## Rivolte militari e contadine
Terminata l'annata agricola, nelle campagne ripresero i saccheggi e gli incendi. Nei moti contadini furono coinvolte l'Ucraina, la Russia centrale e la zona del Volga, e in breve tempo duemila tenute signorili furono distrutte, con un danno valutato complessivamente a 29 milioni di rubli. Per qualche tempo, a corte si temette il peggio e lo zar incaricò Vitte di preparare un progetto di riforma agraria elaborato dal professor Migulin, che prevedeva la vendita coercitiva di terre signorili ai contadini. Nel febbraio del 1906 la legge, preparata dal ministro Kutler, fu presentata da Vitte al sovrano, ma i moti erano ormai cessati - ripresero peraltro in estate - e Nicola II fece dimettere Kutler senza più prendere in considerazione il progetto.

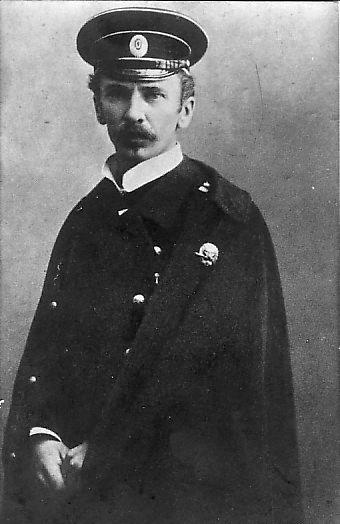
Il tenente Schmidt

Nella base navale di Kronštadt, che aveva tradizioni rivoluzionarie risalenti alla Narodnaja volja, una rivolta scoppiò l'8 novembre, dopo che comizi e rivendicazioni avevano portato all'arresto di alcuni marinai. Questi furono liberati, armi in pugno, dai loro compagni e ci furono i primi scontri armati. La città cadde nelle mani dei rivoltosi, circa tremila marinai, privi peraltro di una guida e senza un preciso piano d'azione, contro i quali il 9 novembre furono inviati da Pietroburgo i reggimenti della guardia Preobraženskij e Pavlovskij insieme con reparti di artiglieria. La rivolta fu domata dopo due giorni di combattimenti.
Il 23 novembre si ammutinarono i marinai dell'incrociatore Očakov, ormeggiato al porto di Sebastopoli, che appoggiarono lo sciopero in corso nella città e arrestarono i loro ufficiali. Altri marinai e la guarnigione di Sebastopoli si unirono all'insurrezione, alla cui testa si pose un ufficiale di marina della riserva, il tenente Schmidt. In città fu formato un soviet dei deputati marinai, operai e soldati, che reclamò l'assemblea costituente, la giornata lavorativa di otto ore, la soppressione della pena di morte e la liberazione dei detenuti politici.
Nel suo complesso il movimento aveva idee politiche piuttosto confuse. I marinai manifestavano sventolando bandiere rosse e cantando l'inno del regime «Dio salvi lo zar». Lo stesso Schmidt inviò un telegramma a Nicola II: «La gloriosa flotta del Mar Nero, fedele alle tradizioni e devota allo zar, le chiede, Maestà, l'immediata convocazione dell'Assemblea costituente e si rifiuta di obbedire d'ora in avanti ai suoi ministri». Gli ammutinati non si organizzarono in previsione dell'inevitabile reazione delle autorità, che il 27 novembre fecero sparare da truppe fedeli sulle navi ribelli e sulle caserme dei marinai: il bilancio degli scontri fu di trenta morti e settanta feriti. Schmidt e altri tre capi della rivolta furono fucilati su ordine del viceammiraglio Grigorij Pavlovič Čuchnin, comandante della Flotta del Mar Nero.
Altri disordini, di minore entità, si verificarono a Hrodna, Samara, Rostov, Kursk, Rembertów, Riga, Vyborg, Vladivostok, Harbin, Irkutsk. In quest'ultima città la guarnigione, riunita a congresso, chiese l'Assemblea costituente eletta a suffragio universale, l'abolizione della pena di morte e miglioramenti economici. Fermenti si registrarono tra i soldati della riserva, stanziati in Manciuria, che non comprendevano per quale motivo, a guerra finita, non li si rimandasse in Russia.

## La fine del soviet di Pietroburgo e l'insurrezione di Mosca

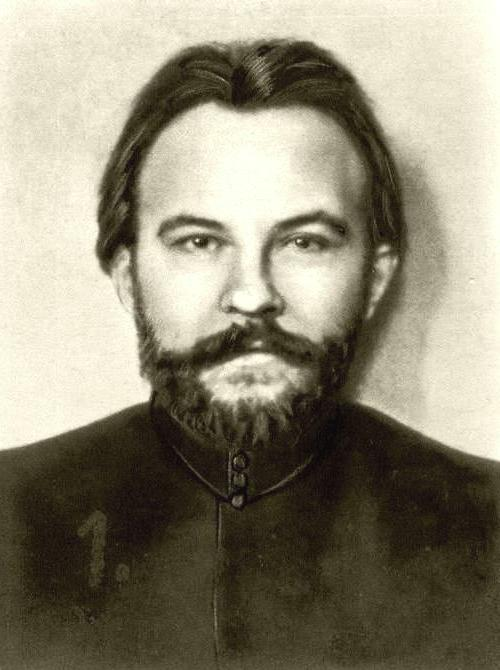
Chrustalëv-Nosar'

Il 1º novembre il soviet di Pietroburgo decise la cessazione dello sciopero generale a partire dal 3 novembre, a causa della stanchezza provocata dal lungo sciopero e della mancanza di risorse di cui soffrivano gli operai. Il soviet avrebbe anche voluto celebrare la memoria dei lavoratori uccisi durante lo sciopero, ma di fronte alle minacce del governatore Trepov preferì revocare la manifestazione. Il soviet rimase tuttavia in attività. Di fronte alla permanenza della censura, stabilì che gli operai delle tipografie non avrebbero stampato i libri e i giornali sottoposti a censura.
Il 9 novembre gli operai delle officine metallurgiche decisero di propria iniziativa di ridurre la loro giornata lavorativa a otto ore. Il soviet ratificò la decisione e l'11 novembre lanciò la lotta per la giornata di otto ore in tutte le fabbriche di Pietroburgo. Dopo tre giorni questo sciopero fu sospeso per proclamarne un altro a favore dei seicento marinai protagonisti della rivolta di Kronstadt che il governo minacciava di far giudicare dal tribunale di guerra. Vitte acconsentì a far giudicare i marinai dal tribunale ordinario. A questo successo corrispose una sconfitta nella lotta per le otto ore. I datori di lavoro decisero la serrata delle fabbriche e licenziarono 70 000 scioperanti.
L'ultima iniziativa di rilievo del soviet di Pietroburgo, presa il 5 dicembre, fu l'invito, rivolto agli operai e agli strati più poveri della popolazione, a ritirare i loro depositi nelle casse di risparmio esigendone la restituzione in oro. L'invito non fu disatteso e il governo non prese alla leggera questa sfida alle finanze statali: l'8 dicembre il presidente del soviet Chrustalëv-Nosar' fu arrestato. Sostituito il suo presidente con Trockij, la risposta del Soviet fu il «manifesto finanziario», redatto da Parvus e pubblicato il 15 dicembre, che chiamava allo sciopero fiscale.

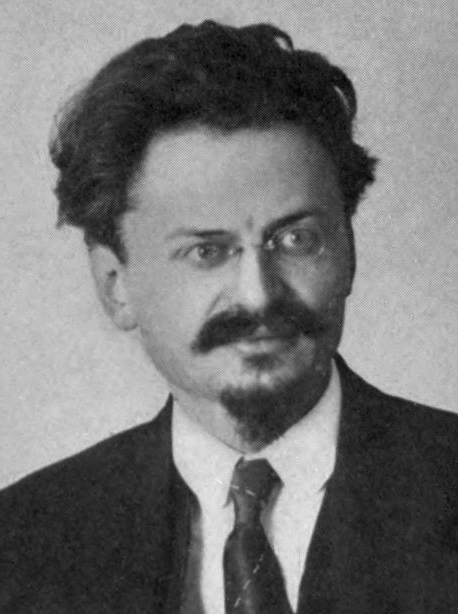
Lev Trockij

Il giorno dopo il governo, dopo aver fatto sequestrare i giornali che avevano pubblicato il manifesto, mandò l'esercito a circondare il palazzo, sede della Società di Economia libera, dove la riunione del soviet era in corso. I 267 delegati presenti, compreso Trockij e l'intero comitato esecutivo furono arrestati. Un nuovo soviet presieduto da Parvus, costretto a operare in clandestinità, proclamò il 19 dicembre uno sciopero generale che non ebbe il successo sperato e si esaurì alla fine del mese. Il 15 gennaio 1906 il comitato esecutivo di questo secondo soviet fu scoperto e arrestato in Finlandia.
La prima sessione del soviet di Mosca, alla quale parteciparono 180 deputati in rappresentanza di 80 000 operai, si era tenuta soltanto il 4 dicembre. Il 17 dicembre il soviet, ora composto di 204 deputati per 100 000 operai di 134 fabbriche, si riunì alla notizia dello scioglimento del soviet di Pietroburgo e si dichiarò favorevole a indire uno sciopero generale, rinviando però la decisione al 19 dicembre, dopo aver svolto una serie di comizi nelle fabbriche. Il 19 dicembre la decisione fu presa e il 20 dicembre le Izvestija pubblicarono l'annuncio: «Il soviet dei deputati operai di Mosca, il comitato e il gruppo del Partito operaio socialdemocratico di Russia e il comitato del Partito dei socialisti-rivoluzionari» avevano indetto per il 20 dicembre lo sciopero politico generale con il dichiarato intento di «trasformarlo in un'insurrezione armata».
La direzione dello sciopero fu delegata dal comitato esecutivo del soviet a ciascun consiglio di quartiere. Il comitato esecutivo contava di ottenere l'appoggio di almeno una parte della guarnigione di Mosca. Il 15 dicembre, in effetti, il reggimento Rostovskij e un battaglione del genio si erano dichiarati pronti a insorgere e loro delegati si erano presentati al soviet, che però, ancora impreparato, aveva dilazionato l'azione. Benché lo sciopero avesse avuto successo, non ci fu sufficiente determinazione a condurre l'offensiva insurrezionale, e il governatore Dubasov, che controllava ancora il centro della città, ebbe il tempo di consegnare nelle caserme e a disarmare i reparti infidi, mentre chiedeva a Pietroburgo l'invio di truppe fidate.
Dal 23 dicembre tutta la periferia di Mosca era ricoperta di barricate. Un migliaio di operai e studenti, organizzati in squadre di combattimento molto mobili ma male armate, operarono contro i soldati di Dubasov la tattica della guerriglia partigiana, sparando dagli angoli delle strade e dai tetti delle case, alla quale Dubasov replicò con l'impiego dell'artiglieria. Dal 27 dicembre l'insurrezione cominciò a declinare, sia a causa della scarsità delle munizioni, sia per la sfiducia provocata dalla mancata insurrezione nel resto della Russia, in particolare a Pietroburgo. Il 29 dicembre il soviet dichiarò la fine dello sciopero a partire dal 1º gennaio 1906.
Nell'annuncio del soviet si rilevava la mancata insurrezione degli operai delle altre città russe e, in secondo luogo, dei soldati, che non avevano «ancora raggiunto un grado di comprensione e di energia tale da passare di colpo dalla parte del popolo che si batte per la liberazione della Russia». I combattimenti proseguirono ancora per qualche giorno: i cosacchi, il 16º reggimento Ladoga e il reggimento delle guardie Semënovskij, inviati da Pietroburgo, trovarono nel quartiere Presnja l'ultima resistenza, abbattuta il 31 dicembre a cannonate. Quasi un migliaio, tra caduti nei combattimenti, fucilati sommariamente e periti nei bombardamenti, furono le vittime tra la popolazione, settanta i militari morti e feriti. Lo zar era soddisfatto, poiché «al terrore occorre rispondere col terrore», giudicando «esaltante» la repressione di Mosca.
In realtà, quella di Mosca non fu l'unica rivolta popolare. A Charkiv, Homel', Kiev, Kaunas, Nižnij Novgorod, Pinsk, Reval, Rostov, Saratov, Tbilisi, Tver' si verificarono scontri armati nelle strade. A Novorossijsk il soviet operaio proclamò la repubblica e resistette due settimane all'offensiva dell'esercito. L'esempio fu imitato in Siberia, dove le stazioni della ferrovia transiberiana diventarono un centro di resistenza, e a Krasnojarsk e a Čita la «repubblica» tenne testa per un mese agli attacchi delle truppe zariste.
Le conseguenze politiche delle rivolte popolari furono di lungo termine. Gli operai, considerati fino all'inizio dell'anno una massa politicamente amorfa, si erano posti alla testa della rivoluzione e avevano imparato a combattere con le armi. Pur avendo avanzato rivendicazioni democratiche – dalla fine dell'autocrazia all'assemblea costituente e alla giornata lavorativa di otto ore – si erano visti rifiutare l'appoggio di quelle forze liberali che pure condividevano a parole quei programmi. Insieme alla fine delle illusioni ancora nutrite sul paternalismo zarista, l'esperienza vissuta sancì l'alleanza tra mondo operaio e socialdemocrazia, e la sua consapevolezza di essere l'avanguardia di ogni effettivo rinnovamento politico e sociale.

## Il governo Vitte e la prima Duma

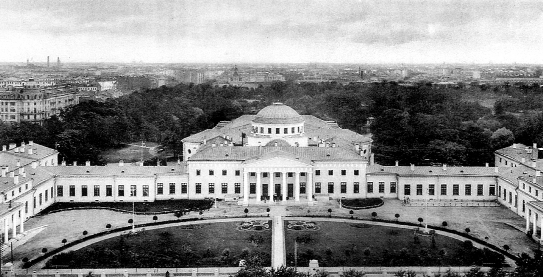
Il Palazzo di Tauride, sede della Duma

Le migliaia d'arresti e di deportazioni di sospetti a dispetto dell'inviolabilità della persona, i sequestri di centinaia di giornali malgrado la libertà di stampa, il divieto di riunione senza autorizzazione della polizia, i persistenti reati di propaganda antigovernativa, di sciopero e d'«incitamento alla lotta di classe» malgrado la libertà d'opinione, dimostrarono che le autorità, e non solo l'opposizione radicale, consideravano il Manifesto d'ottobre solo un «pezzo di carta». Anche i cadetti denunciarono «il disprezzo asiatico per la vita e la dignità della persona» manifestata dal governo, e «l'idea di legalità trascinata nel fango».
Per evitare una ripresa della rivoluzione il governo ritenne necessario procedere almeno alla promessa creazione della Duma. Si trattava di escogitare una legge elettorale che assicurasse l'elezione di una maggioranza di elementi fedeli al regime e, per maggior sicurezza, di impedire che il futuro parlamento avesse un reale potere legislativo. Il 24 dicembre la legge elettorale, «una delle più complicate e inestricabili che avessero mai regolato le elezioni di un paese», fu approvata dal governo e dallo zar.
Il voto non era universale, perché in generale era riservato ai maschi di età superiore ai 25 anni che non avessero precedenti penali di nessun genere né che avessero procedimenti giudiziari in corso. Non solo venivano così esclusi, in particolare, i più attivi oppositori del regime, ma veniva altresì agitata la minaccia di aprire al momento opportuno un'inchiesta contro qualunque candidato indesiderato. Di tale opportunità, infatti, il governo si servirà più volte. Erano previste altre esclusioni: oltre alle donne, erano privati del diritto di voto i soldati, gli impiegati statali e gli studenti.
Gli elettori venivano divisi in quattro gruppi socio-economici, le cosiddette «curie»: la curia dei proprietari terrieri che possedevano almeno 100 ettari di terra; la curia urbana, riservata agli abitanti delle città purché proprietari di immobili, così che buona parte dei cittadini era privata del diritto di voto; la curia contadina, riservata agli agricoltori capifamiglia, che escludeva dal voto i braccianti; la curia degli operai che lavoravano in aziende con più di 50 dipendenti maschi, una condizione che escludeva dal diritto di voto il 75% dei operai. Infine, il voto non era diretto. Gli aventi diritto votavano in più fasi - da due a quattro a seconda della curia - i «grandi elettori» che in ultima istanza sceglievano i deputati. Il sistema era congegnato in modo che il voto di un solo proprietario terriero equivaleva a quello di 3.5 cittadini, di 15 contadini e di 45 operai.

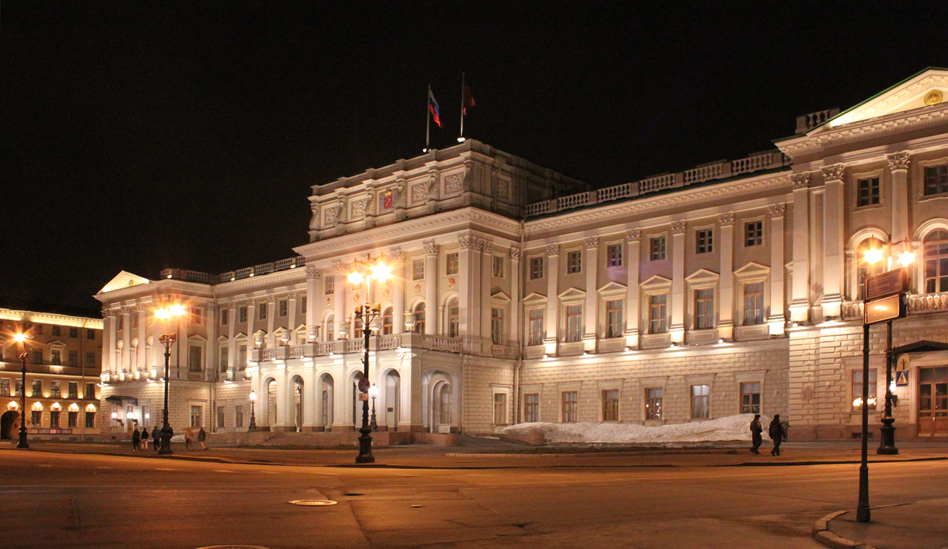
Palazzo Mariinskij, sede del Consiglio di Stato

Creando una Duma con potere legislativo, il governo Vitte si preoccupò al contempo di controllarne le iniziative. A questo scopo, il 5 marzo riformò il Consiglio di Stato, attribuendogli il potere di esaminare ed eventualmente respingere le leggi approvate dalla Duma. Formato da 98 membri nominati dallo zar e da altrettanti eletti dalla nobiltà, dal clero, dalle università, dagli zemstva e dalle Camere del commercio e dell'industria, questa Camera di burocrati devoti al regime assolverà al suo compito respingendo nei dieci anni della sua esistenza tutte le leggi proposte dalla Duma, tranne una.
Del resto, lo zar manteneva il diritto di veto su tutte le leggi, così come il titolo di «autocrate supremo», al quale tutti dovevano obbedire «come Dio stesso comanda». Emanando il 7 maggio 1906 le cosiddette Leggi fondamentali, Nicola II conservava intatte le sue prerogative di sovrano assoluto: unico responsabile degli affari esteri e militari, nominava e licenziava i ministri, poteva controllare il bilancio statale, emanare decreti di emergenza, proclamare lo stato d'assedio, sospendere l'applicazione delle leggi e delle libertà pubbliche, decidere le date di apertura e chiusura delle sessioni della Duma, che poteva essere da lui sciolta in qualunque momento. Il ministro delle Finanze Kokovcov poteva esclamare: «Grazie a Dio, non abbiamo parlamento in Russia».
Definendo la Duma «una miserabile parodia di rappresentanza popolare», i bolscevichi, come i social-rivoluzionari, il Bund e i socialisti polacchi e lettoni, decisero il boicottaggio delle elezioni, riservandosi di preparare una rivolta armata che portasse alla convocazione di un'assemblea costituente eletta da tutto il popolo. I menscevichi, pur dando analogo giudizio della Duma, decisero di partecipare alle elezioni, come tutte le altre forze politiche, dai liberali all'estrema destra zarista. Le elezioni, svoltesi dall'8 aprile al 3 maggio 1906, diedero la maggioranza relativa ai cadetti (38% con 183 deputati su 484), seguiti dai trudovichi (19.5% con 95 deputati). Diciassette furono i menscevichi eletti soprattutto nelle regioni del Caucaso, nessun seggio andò all'estrema destra.

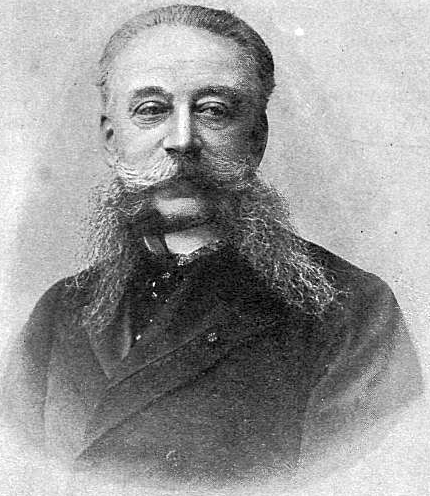
Ivan Goremykin

Vitte non era più il capo del governo quando la Duma si riunì la prima volta il 10 maggio 1906. Ottenuto all'estero un prestito di 2.25 miliardi di rubli al tasso del 6% - l'equivalente delle spese sostenute dalla Russia durante la guerra col Giappone - si era dimesso il 27 aprile ed era stato sostituito da Ivan Goremykin, un anziano burocrate reazionario già in pensione. Anche i ministri erano oscuri funzionari, con l'eccezione di Stolypin, messo agli Interni per essersi distinto l'anno prima nella repressione dei moti contadini quando era governatore di Samara.
Il 18 maggio la Duma predispose un indirizzo allo zar contenente, tra l'altro, le richieste dell'abolizione della pena di morte e di un'amnistia generale, del suffragio universale, della soppressione del Consiglio di Stato, dell'attribuzione alla Duma stessa di una reale forza legislativa e del diritto di concedere o negare la fiducia al governo. Il presidente Muromcev, latore dell'indirizzo, si vide rifiutare udienza da Nicola II e, rinviato da Goremykin, si sentì rispondere di attenersi alle competenze già fissate per la Duma. Questa reagì con una mozione di sfiducia che fu ignorata dal governo.
Nel frattempo i cadetti avevano intavolato trattative segrete per ottenere dal governo un ministero: una volta entrati nel governo, essi avrebbero chiesto lo scioglimento della Duma in modo da presentarsi nella nuova Duma con deputati più conservatori che avrebbero garantito la loro collaborazione. Ma il conflitto sorto sulla proposta di riforma agraria rese vane le trattative. Il progetto della maggioranza della Duma prevedeva l'espropriazione forzata di terre signorili, dietro indennità, a favore dei piccoli contadini, proposta respinta dal governo che era favorevole al solo conferimento delle terre comunali in proprietà privata. A un manifesto del governo, pubblicato il 3 luglio, che annunciava che non vi sarebbe stata nessuna espropriazione, la Duma reagì con un appello, dichiarando che era sua intenzione distribuire ai contadini le terre demaniali, della corona, del clero e, in parte, dei grandi proprietari fondiari. Il 21 luglio un decreto dello zar sciolse la Duma.
La sera dopo 180 deputati cadetti, trudovichi e menscevichi, riuniti a Vyborg, firmarono un appello per lo sciopero fiscale e la disobbedienza civile, che però non ebbe seguito e costò ai firmatari l'ineleggibilità alle prossime elezioni, fissate a febbraio 1907. Insurrezioni di reparti militari si verificarono a Viapori, Kronstadt e Reval, rapidamente represse come avvenne per le rivolte contadine che sull'onda della mancata riforma agraria scoppiarono da maggio a luglio in molte province della Russia. Il 13 agosto Zinaida Konopljannikova uccise a Pietroburgo il generale Min, comandante del reggimento Semënovskij, uno dei responsabili del soffocamento della rivolta di Mosca, il 25 agosto un attentato dinamitardo dei socialrivoluzionari demolì la villa di Stolypin a Pietroburgo, ma il nuovo primo ministro rimase illeso.

## Il governo Stolypin e la seconda Duma: La fine della rivoluzione

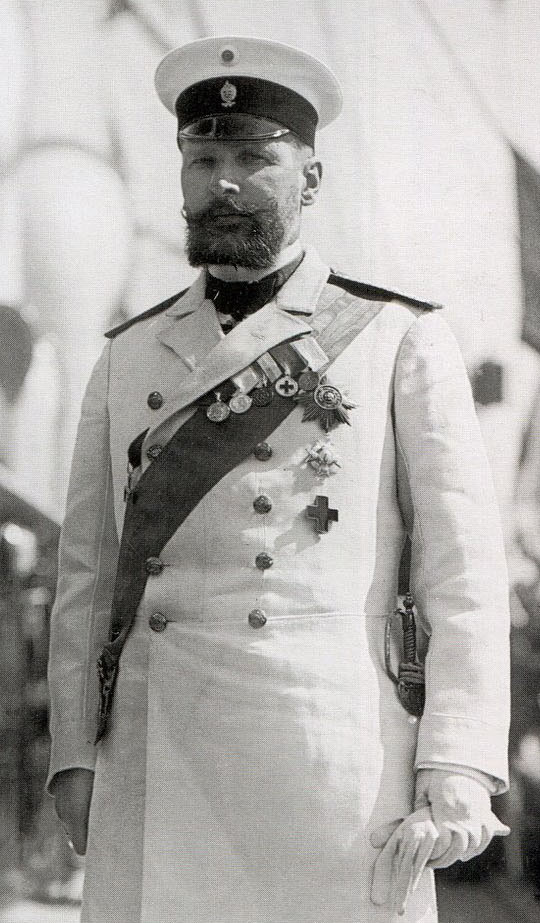
Pëtr Stolypin

Stolypin reagì istituendo il 1º settembre corti marziali che, riunite a porte chiuse, emettevano rapide sentenze immediatamente esecutive. Lo zar appoggiò l'iniziativa, dichiarando pubblicamente che non avrebbe accettato alcuna domanda di grazia e fino alla convocazione della II Duma furono eseguite un migliaio di condanne capitali. In violazione del manifesto d'ottobre, vennero soppressi 260 giornali e riviste, e chiusi i circoli dei cadetti e dei trudovichi, con l'intento di condizionare l'esito delle prossime elezioni. Nello stesso tempo, con una legge del 22 novembre, il governo intese risolvere a suo modo la questione agraria, autorizzando ogni contadino che all'interno dell'obščina coltivava un terreno, a reclamarlo in piena proprietà.
Alle elezioni della seconda Duma, che si sarebbe riunita il 5 marzo 1907, intendevano partecipare anche i socialrivoluzionari e i bolscevichi. Senza rinunciare ad azioni rivoluzionarie dirette, che rimanevano ancora la loro principale forma di lotta, intendevano dimostrare dalla tribuna della Duma che la sua esistenza era inutile, mentre era essenziale un'assemblea costituente. Occorreva anche separare i trudovichi dai cadetti, e unire tutte le forze rivoluzionarie in vista di una possibile rivolta armata. Il risultato delle elezioni deluse le speranze del governo: con 65 deputati socialdemocratici, 37 socialrivoluzionari, 16 socialisti popolari e 104 trudovichi la sinistra otteneva la maggioranza relativa nella Duma, mentre i cadetti, con 98 eletti, perdevano quasi la metà della loro rappresentanza e la destra degli ottobristi e dei monarchici si attestava a 54 deputati.
Trattati con disprezzo da Stolypin, che ricordò loro che la Duma sarebbe esistita finché non fosse entrata in conflitto col governo, i deputati rifiutarono di condannare il terrorismo rivoluzionario, reclamando invece un'amnistia e la fine delle misure eccezionali varate in settembre. Preceduto da una campagna di stampa condotta dai giornali di regime che invocavano la dissoluzione della Duma «giudo-terrorista», il pretesto dello scioglimento venne costruito inventando un inesistente complotto militare per assassinare lo zar. Il 14 giugno Stolypin chiese l'espulsione di 55 deputati socialdemocratici e la revoca, per sedici di loro, dell'immunità parlamentare, e quando una commissione d'inchiesta presieduta dal professor Kizevetter dimostrò la macchinazione poliziesca, il 16 giugno 1907 Nicola II sciolse la Duma.
Nel decreto dello zar era compreso anche l'annuncio di una nuova legge elettorale, in violazione delle stesse leggi fondamentali che prevedevano per la sua emanazione il preventivo accordo di Duma e Consiglio di Stato. Con questo «colpo di Stato», come fu chiamato, veniva dato ancora più potere all'elettorato delle classi alte: per eleggere un deputato, sarebbe bastato il voto di 230 latifondisti, a fronte dei 15000 abitanti delle città, dei 60000 contadini e dei 125000 operai occorrenti per eleggere un loro rappresentante. In questo modo, l'uno per cento della popolazione, quella benestante, sceglieva quasi i due terzi dei grandi elettori della Duma.
Non ci furono reazioni popolari: la rivoluzione era ormai finita, ma le nozioni e i modelli che essa aveva introdotto nell'opinione pubblica russa – il suffragio universale, l'assemblea costituente, i soviet – non potevano più essere dimenticate.